# تلوث ضوئي

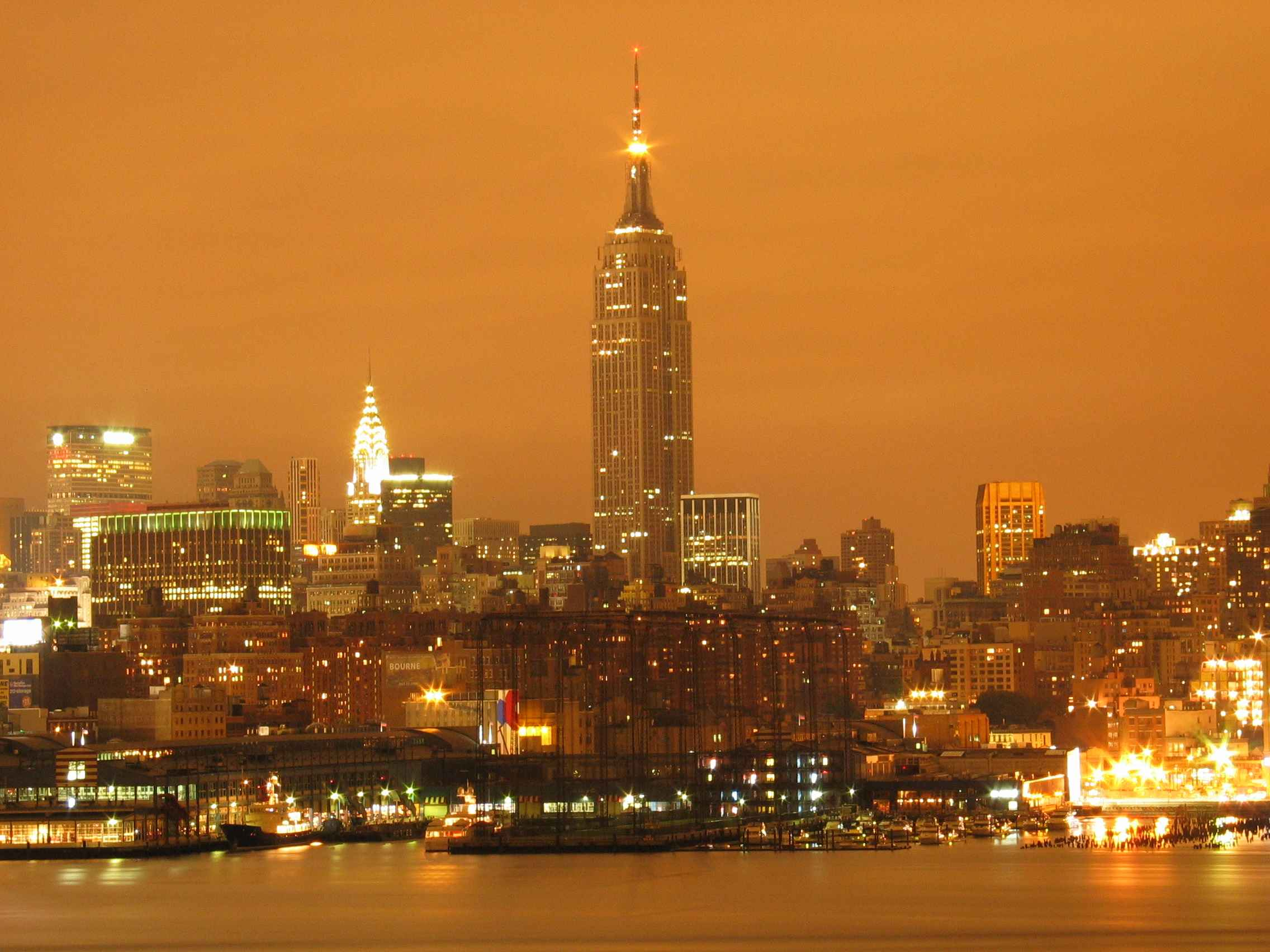
سماء الليل في نيويورك وقد أضاءت من شدة التلوث الضوئي (عام 2004 قبل التشريعات الملزمة للحد من التلوث الضوئي)

يقصد بالتلوث الضوئي الانزعاج المترتب عن الإضاءة الاصطناعية غير الطبيعيّةِ ليلاً وأثرها على الحيوانات والحشرات والنباتات والفطريات والأنظمة البيئية وعلى صحة الإنسان.
والتي تعكر قدرة الكائنات الحية والعينين تحديدا على الاسترخاء والهدوء بسبب تلوث سماء الليل بالضوء وتؤثر على الرصد الفلكي أيضا وتغير من الروتين البيئي للحيوانات والحشرات والفطريات ومفهوم التلوث الضوئي حديث جداً، إذ إنه ظهر في الثمانينات من القرن العشرين، وشهد تطوراتٍ منذ ذلك الحين.

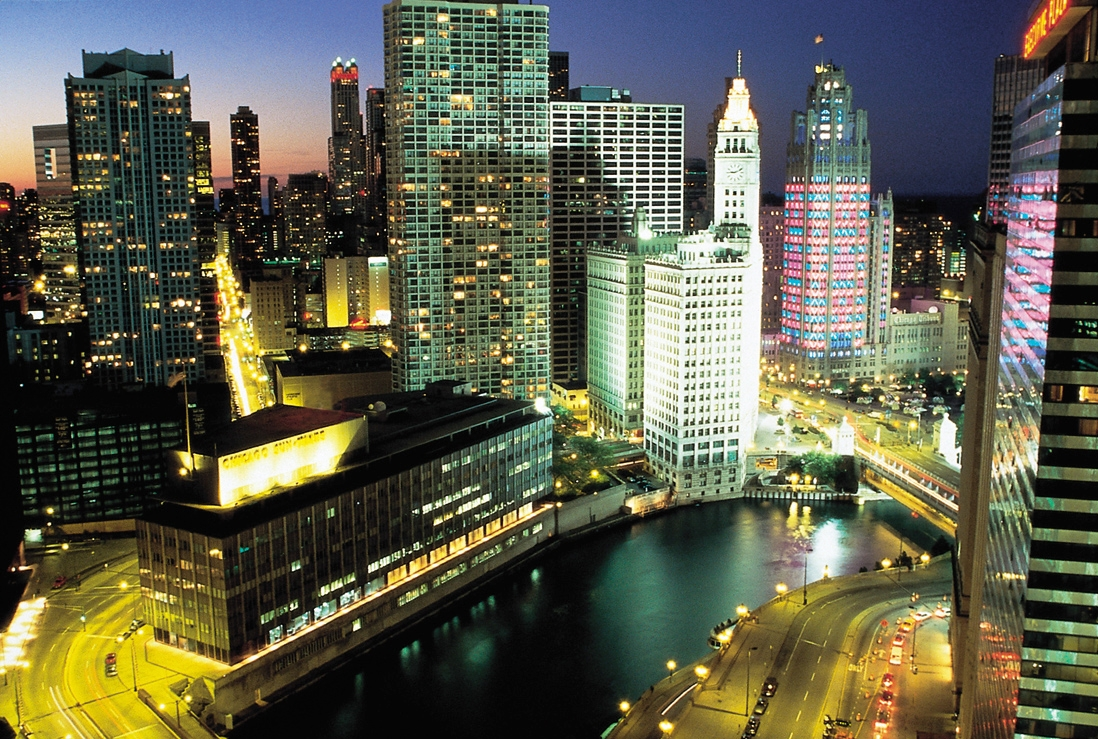
شيكاغو ليلاً. بحسب إحصاءات جمعية شيكاغو للطيور فإن نحو 100 مليون إلى 1 مليار من الطيور يموت كل سنة بسبب الاصطدام بالأبنيةِ الشامخة.

ظهر هذا المفهوم إثر اجتهادات علماء الفلك الأمريكيين الشماليين ثم الأوروبيين والمنظمات التي تمثلهم (مثل الجمعية الفرنسية للفلك بفرنسا ودارسكي في شمال أمريكا...)، ثم نشطاء آخرين، قلقين على التدهور السريع للبيئة الليلية مثل علماء البيئة، والمخططين، وتقنيي الطاقة، والأطباء، والجامعيين، والإناريين والوكالات المهتمة بالتنمية المستدامة الذين عملوا على هذا المجال الجديد.
التلوث الضوئي هو الظاهرة المتزايدة للتغيرات الوظيفية في الأنظمةِ البيئيةِ بسبب الإضاءةِ الاصطناعيةِ في البيئةِ الليليةِ وخاصةً وقعها السلبي الواضح على أنواعٍ حيوانيةٍ ونباتيةٍ وفطريةٍ مهمة (مثل الحشرات الليلية (الفراشات وغمديات الأجنحة... والخفافيش والبرمائيات...) بل وعلى سلامة المنظر البيئي بعامة.
على المستوى الأحيائي الجغرافي تعتبر هذه الظاهرة حديثةً جداً، ولهذا السبب -ونظراً لتأخر الوعي بهذا المشكل ونقص الميزانيات المستثمرةِ في هذا المجال- يبقى هذا الخطر بعيداً عن السيطرة، كما أن آثارَه لم تدرسْ بدقة، إذ لم تشملِ البحوث إلا بعض الأنواع خاصة الطيور.

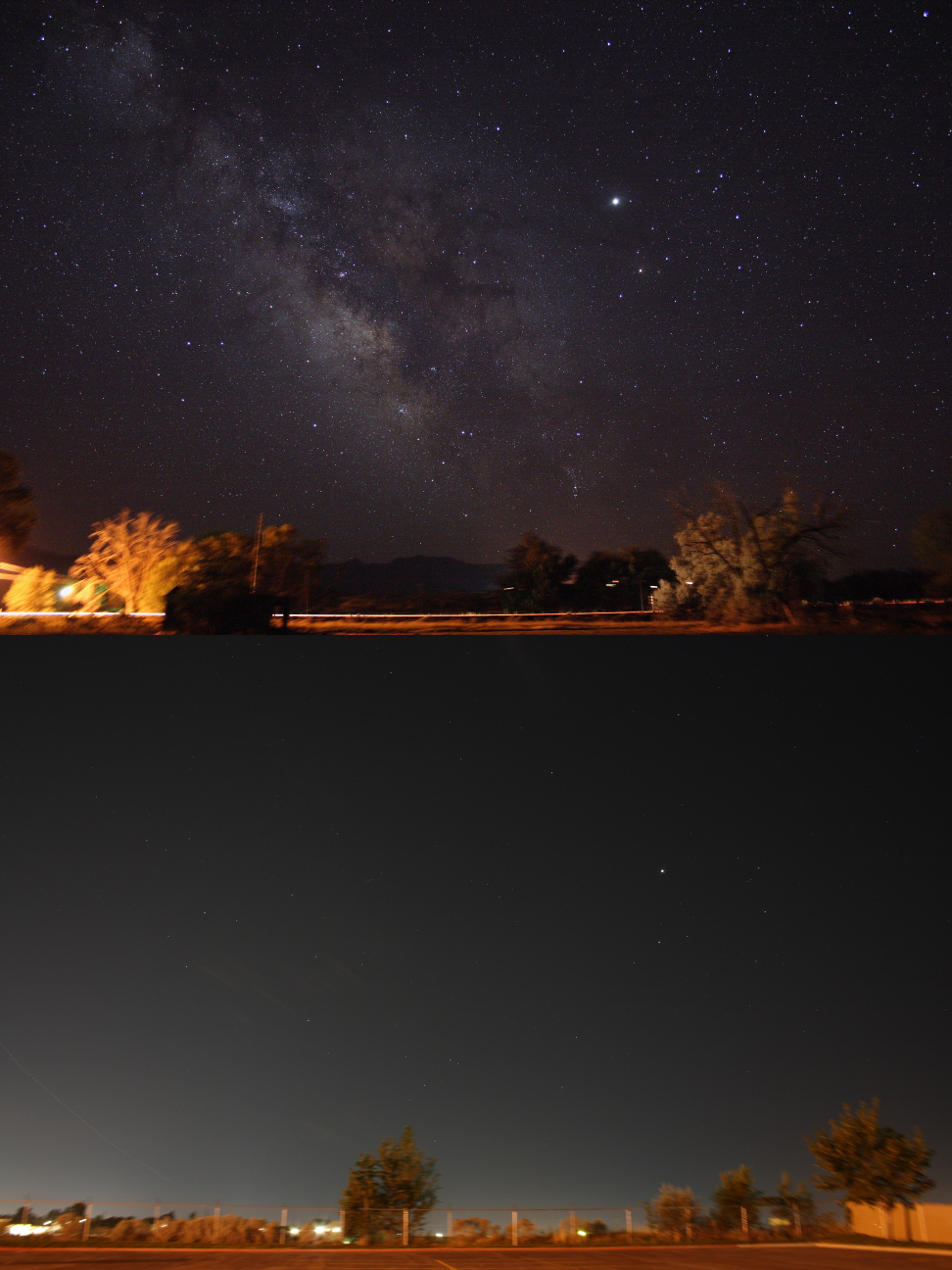
مقارنة بين منظر سماء الليل من بلدةٍ ريفيةٍ صغيرةٍ (أعلى) ومنطقة حضرية (أسفل). يقلل التلوث الضوئي بشكل كبير من رؤية النجوم.

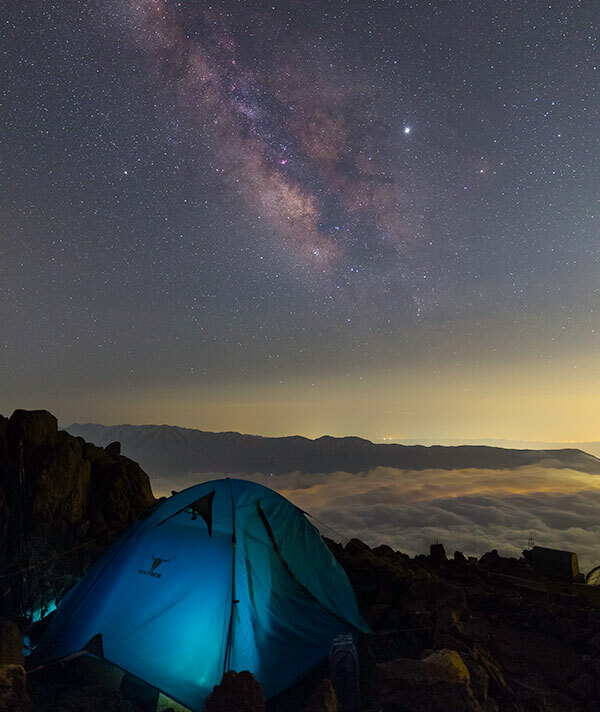
تأثير التلوث الضوئي في ليلةٍ مرصعةٍ بالنجوم، كما يُرى من ارتفاع 4200 م على جبل دماوند في إيران.

## تعاريف
التلوث الضوئي يعني وجودَ ضوءٍ صناعي وإلا فإنه يكونُ في الظروف المظلمة بخلاف ذلك.
 يُستخدمُ المصطلحُ بشكلٍ شائع بما يتعلق بالبيئةِ الخارجيةِ، ولكنه يستخدم أيضاً للإشارةِ إلى الضوءِ الاصطناعي في الداخل. العواقب الوخيمة متعددة بعضها ربما لايكون معروفاً إلى الآن. يتنافس التلوث الضوئي مع ضوء النجومِ في سماءِ الليل بالنسبة إلى سكان المدن، ويتداخلُ مع عمل المراصدِ الفلكيةِ،  وكأيّ شكلٍ آخرَ من أشكالِ التلوث يعطل النظم البيئية وله آثارٌ صحية ضارة.
يمثل التلوث الضوئي أحد الآثار الجانبية للحضارة الصناعية. تشمل مصادره بناء الإضاءة الخارجية والداخلية، والإعلان، والإضاءة الخارجية (مثل مواقف السيارات)، والمكاتب، والمصانع، وإنارة الشوارع، والأماكن الرياضية المضيئة. ويكون أشد ما يكون في المناطق الصناعية عالية الكثافة السكانية في أمريكا الشمالية وأوروبا واليابان، وفي المدن الكبرى في الشرق الأوسط وشمال إفريقيا مثل طهران والقاهرة، ولكن حتى الكميات الصغيرة نسبياً من الضوء تمكن ملاحظتها وتسبب مشاكل. بدأ الوعي بالآثار الضارة للتلوث الضوئي في النصف الثاني من القرن التاسع عشر،
 ولكن الجهود المبذولة لمعالجة هذه الآثار لم تبدأ إلا في الخمسينات.
 وفي الثمانينات ظهرت حركة سماء مظلمة عالمية مع تأسيس «الجمعية الدولية للسماء المظلمة» (اختصاراً IDA). توجد الآن مثل هذه المنظمات التعليمية، والدعوة في العديد من البلدان في جميع أنحاء العالم.

## التأثيرات
يؤكد دعاة الحفاظ على الطاقةِ أنه تجب معالجة "التلوثِ الضوئي" من خلال تغيير عاداتِ المجتمع، بحيث يجري استخدام الإضاءة بشكل أكثر كفاءةً مع تقليل النفاياتِ وتقليص إنشاءِ الإضاءةِ غير المرغوبِ فيها أو غير الضرورية. يعترف العديد من المجموعاتِ الصناعيةِ أيضاً بالتلوثِ الضوئي كقضية مهمة، فعلى سبيل المثال يزود معهدُ مهندسي الإضاءة في "المملكةِ المتحدةِ أعضاءَه بمعلوماتٍ حول «التلوث الضوئي»، والمشكلات التي يسببها، وكيفية الحد من تأثيره.
 على الرغم من أن الأبحاث الحديثة
 تشير إلى أن كفاءةَ الطاقةِ ليست كافيةً لتقليل «التلوث الضوئي» بسبب تأثير الانعكاس.
ونظراً لعدم غضب الجميع من مصادر الإضاءة نفسها، فمن الشائع أن يكون «التلوث» الضوئي لشخصٍ ما ضوءاً مرغوباً لامرئٍ آخر. أحد الأمثلة على ذلك هو في الإعلانات عندما يرغب معلن بأن تكون أضواءٌ معينة ساطعة ومرئية على الرغم من أن الآخرين يجدونها مزعجة. الأنواع الأخرى من «التلوث الضوئي» أكثر تأكيداً، على سبيل المثال الضوء الذي يعبر عن طريق الخطأ حدودَ الملكيةِ ويزعج الجار يضيع بشكلٍ عام ويسبب تلوثاً.
النزاعات لاتزال شائعةً عند إقرار فعلٍ مناسبٍ، والاختلافات في الرأي حول أي الأضواءِ تعتبر معقولةً، ومن يجب أن يكون مسؤولاً يعني أن التفاوض يجب أن يجري أحياناً بين الأطراف. عندما يكون القياس الموضوعي مرغوباً فيه يمكن قياس سويات الضوءِ عن طريق القياس الميداني أو النمذجة الرياضية مع عرض النتائج عادةً على شكل خريطةٍ من خطوط تساوي الإضاءةِ (بالإنجليزية: isophote map)، أو خريطةٍ من خطوط كونتور ضوئية (بالإنجليزية: light contour map). اتخذت السلطات أيضاً مجموعةً متنوعةً من التدابير للتعامل مع «التلوث الضوئي» بالاعتماد على اهتمامات المجتمع المعني ومعتقداته وفهمه.

## أنماط

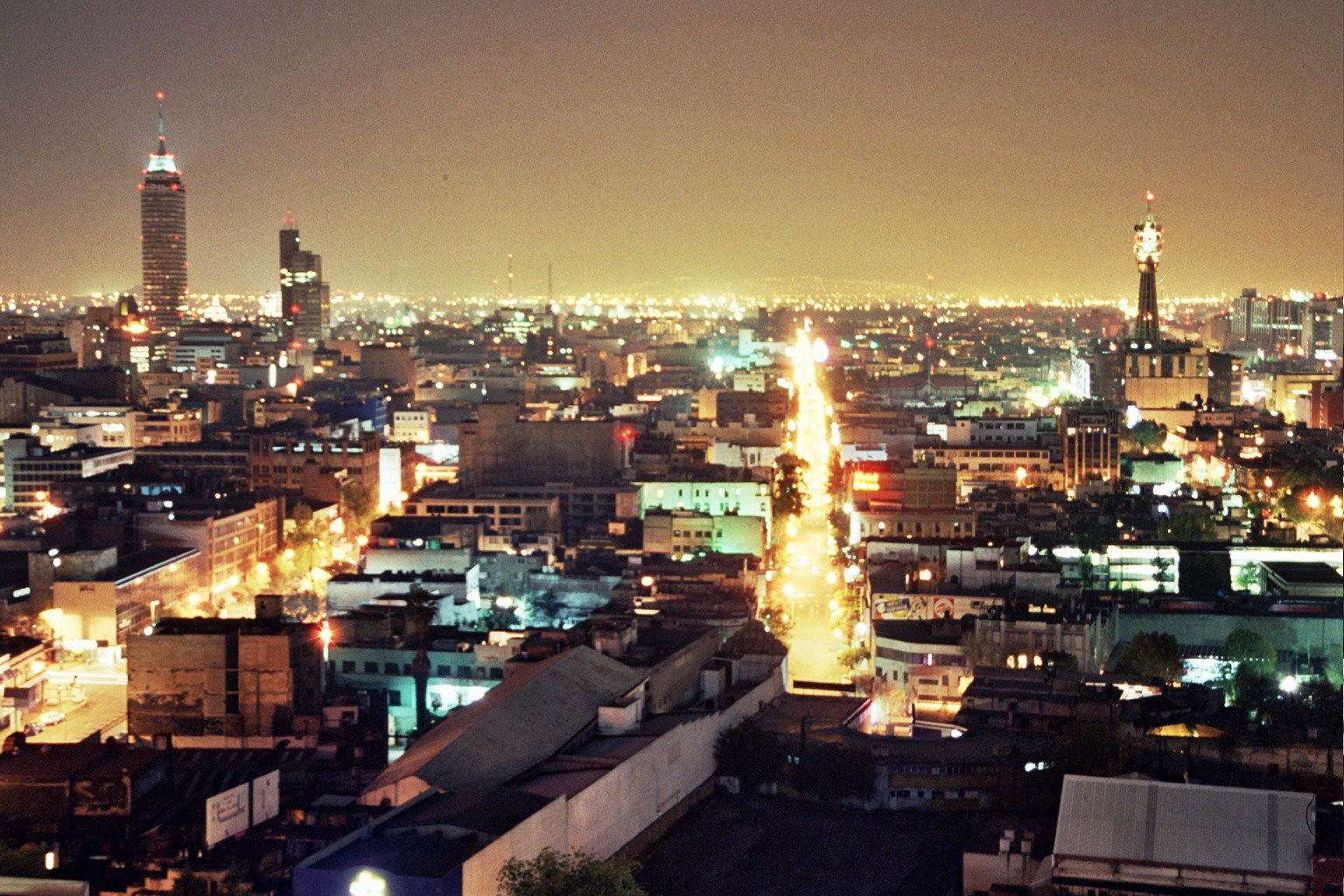
مدينة مكسيكو ليلاً. سماءٌ ساطعة في الليل.

ينتجُ «التلوثُ الضوئي» عن الاستخدام غير الفعالِ أو غير الضروري للضوءِ الاصطناعي. تشمل الفئات المحددة للتلوث الضوئي: تعدي الضوء، والإفراط في الإضاءة، والوهج، والفوضى الضوئية، والتوهج السماوي. غالباً ما يقع مصدر الضوء المخالف في أكثر من فئةٍ واحدةٍ من هذه الفئات.

### تعدي الضوء
يحدث تعدّي الضوء (بالإنجليزية: Light trespass) عندما يدخل ضوءٌ غيرُ مرغوبٍ فيه إلى ممتلكاتِ المرءِ، على سبيل المثال عن طريق السطوع فوق سياج الجار. تحدث مشكلة تعدٍّ شائعةُ عندما يدخل ضوء قوي نافذة المنزل من الخارج مما يتسبب بمشاكلَ مثل الحرمان من النوم. وضعت معايير للإضاءة الخارجيةِ في عددٍ من المدن في الولايات المتحدة لحماية حقوق المواطنين من «تعدي الضوء». وقامت «الرابطة الدولية للسماء المظلمة» لمساعدتهم بتطوير مجموعةٍ من نماذج قوانين الإضاءة.
بدأت «جمعية السماء الحالكة» (بالإنجليزية: Darksky Organization) بالحد من الضوء المتصاعد إلى السماء مما يقلل من رؤية النجومِ. هذا يشمل أي ضوءٍ ينبعث بأكثر من 90 درجة فوق الحضيض. من خلال الحد من الضوء عند علامة 90 درجة هذه قاموا أيضاً بتقليل ناتج الضوء في نطاق 80-90 درجة مما يوجد معظم مشكلات تعدي الضوء [بسبب تركيز الفيض الضوئي نحو الأسفل].
وقد تقوم الوكالات الاتحادية الأمريكية أيضاً بفرض المعايير ومعالجةِ الشكاوى ضمن مجالاتِ اختصاصها. على سبيل المثال في حالةِ تعدي الضوءِ بواسطةِ الإضاءةِ القويةِ البيضاءَ من أبراج الاتصالاتِ التي تتجاوز الحد الأدنى لمتطلباتِ «وكالة الطيرات الاتحادية» (اختصاراً FAA) للإضاءة
 تحتفظ لجنة الاتصالات الاتحادية بقاعدة بيانات تسجيل هيكل الهوائي،
 وهي المعلومات التي يمكن أن يستخدمها المواطنون لتحديد الهياكل المخالفةِ، وتقدمُ آليةً لمعالجةِ استفساراتِ وشكاوى المواطنين.
 في الولايات المتحدة أدرج «مجلس البناء الأخضر الأمريكي» (اختصاراً USGBC) أيضاً ائتماناً (بالإنجليزية: Credit) لتقليل مقدار تعدي الضوء وتوهج السماء في معيار البناءِ الصديق للبيئةِ المعروفِ [اختصاراً] بـ (LEED).

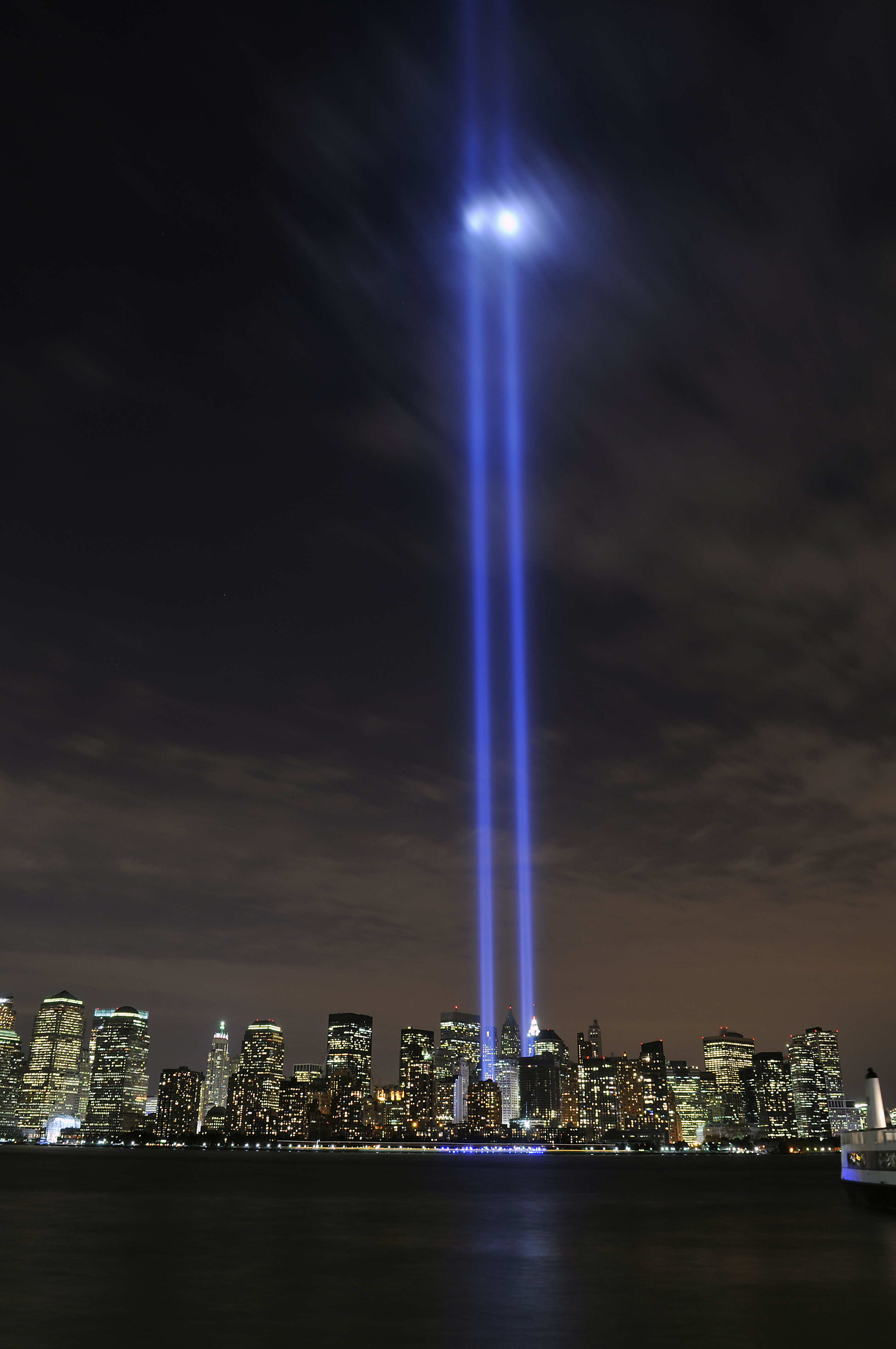
إحياء ذكرى أحداث 11 سبتمبر 2001 في نيويورك باستعمال الضوء.

بعض أنماطِ الضوءِ مبينة مع تأثيرها على المنطقةِ المحيطةِ على شكل مقياس، ويمكن تقليلُ تعدي الضوء عن طريق اختيار تركيباتِ الإضاءةِ التي تحد من كميةِ الضوءِ المنبعثةِ بأكثر من 80 درجة فوق الحضيض. تشمل تعريفاتِ «جمعية مهندسي الإضاءة في أمريكا الشمالية» (اختصاراً IESNA) القطعَ الكاملَ (0 ٪) والقطعَ (10 ٪) وشبهَ القطعِ (20 ٪). (تتضمن هذه التعريفات أيضاً قيوداً على الضوء المنبعث فوق 90 درجة لتقليل وهج السماء).

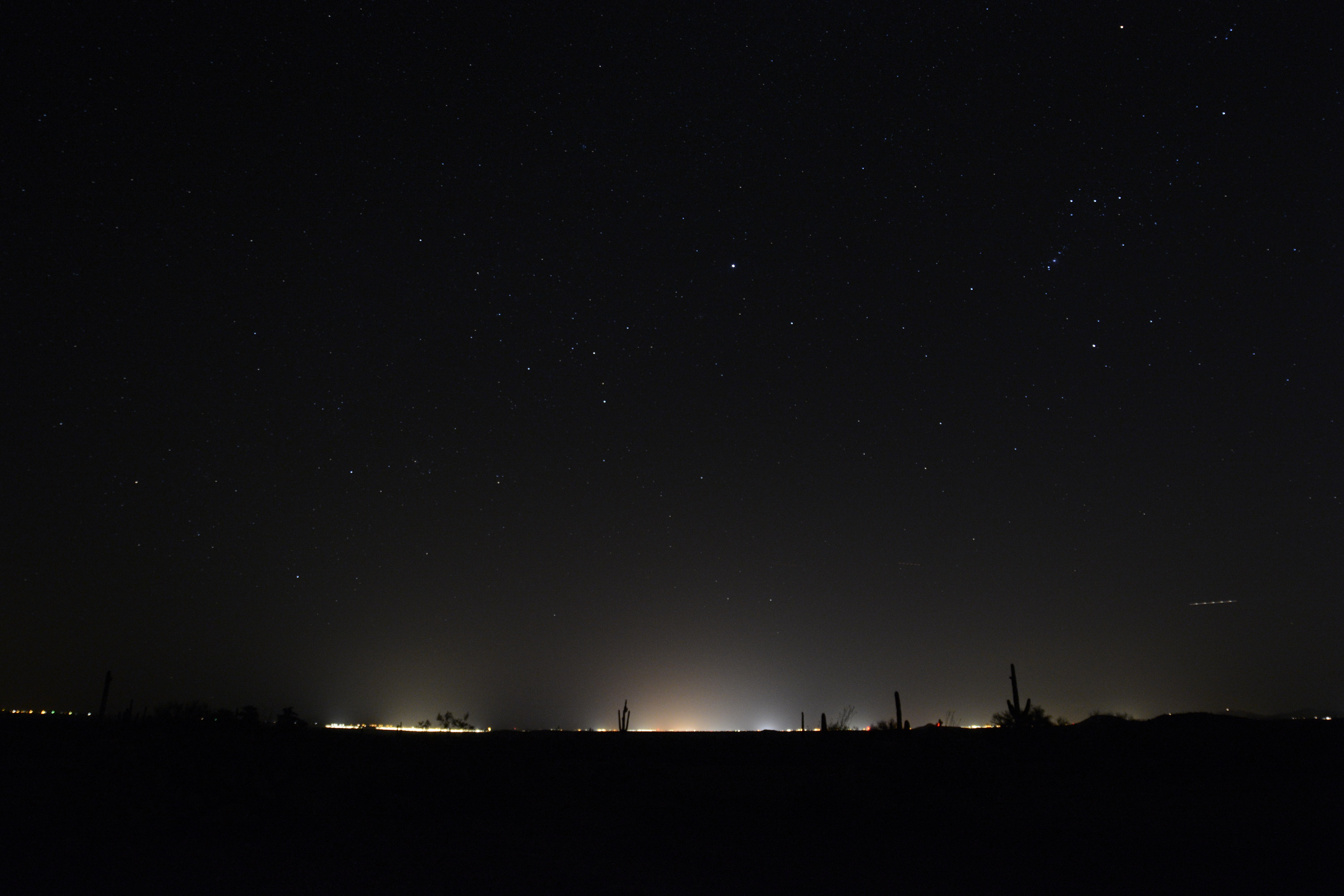
أضواء مدينةِ فونيكس Phoenix (عاصمة ولاية أريزونا، 4.73 مليون نسمة) مرئيةٌ من على بعدِ حمسةٍ وخمسينَ (55) ميلاً في مدينةِ سوربرايز Surprise، أريزونا.

### فرط الإضاءة
فرط الإضاءةِ (بالإنجليزية: Over-illumination) هو الاستخدامُ المفرط للضوء. إن الإضاءةَ الزائدةَ في الولاياتِ المتحدةِ -على وجهِ التحديدِ- هي سبب هدر ما يوازي حوالي مليوني برميلٍ من النفطِ يومياً من الطاقةِ استناداً إلى أن استهلاكَ الولاياتِ المتحدةِ يعادل (18.8) مليون برميل يومياً (2,990,000 م3/يوم) من النفط.
 كما تفيد وزارةِ الطاقةِ (DOE) الأمريكيةِ الاتحاديةِ أن مصدرَ أكثر من (30) بالمئةِ من إجماليِّ الطاقةِ الأوليةِ تستهلكها القطاعات التجارية والصناعية والسكنية. توضح عمليات تدقيق الطاقة للمباني القائمة أن عناصر الإضاءة للاستخدامات السكنية والتجارية والصناعية تستهلك حوالي (20%-40%) من استخداماتِ الأراضي، بيد أن الاستهلاك متغير حسبَ المنطقةِ واستخدامات الأراضي. (وحدها إضاءة الاستخداماتِ السكنيةِ تستهلك (10-30) بالمئةِ من فاتورةِ الطاقةِ، في حين تمثل الإضاءة الاستخدام الرئيسي للمباني التجاريةِ)،
 وبالتالي فإن طاقة الإضاءة تمثل حوالي أربعة أو خمسة ملايين برميلٍ من النفطِ (أو ما يكافئها) في اليوم. ومرةً أخرى تشير بياناتُ تدقيق الطاقةِ إلى أن حوالي (30-60)% من الطاقةِ المستهلكةِ في الإضاءةِ غيرُ ضروريةٍ أو بلا طائل.
يبدأ الحسابُ البديلُ مع حقيقةِ أن إضاءة المباني التجاريةِ تستهلك ما يزيدُ عن (81.68) تيراواط (بالإنجليزية: terawatts) (التيرا تعادل 1012 واط) من الكهرباءِ (بيانات 1999)، وفقاً لوزارة الطاقة الاتحادية. وبناءً عليه فإن الإضاءة التجارية وحدها تستهلك ما يكافئ حوالي أربعة إلى خمسة ملايين برميل من البترول يومياً، وهذا يوافق الأساس المنطقي البديل الموضّح أعلاه لاستهلاك طاقةِ الإضاءةِ في الولايات المتحدة. ثمة اختلافاتٌ كبيرة في استهلاك طاقةِ الإضاءةِ حتى بين البلدان المتقدمةِ ذاتها في أنماطِ استخدام الضوء، إذ تنبعث من المدن الأمريكية من ثلاثة إلى خمسة أضعاف الضوء نسبةً إلى المساحة للفرد مقارنةً بالمدن الألمانية.

ينبع الإفراط في الإضاءةِ من عدةِ عواملَ:
- المعايير القائمة على الإجماع [أو الشيوع]، والتي لاتستند إلى رؤيةٍ علمية.[24]
- عدم استخدام أجهزةِ ضبطِ الوقت، أو مستشعراتِ الإشغال، أو عناصر التحكم الأخرى لإطفاءِ الإضاءةِ عند عدم الحاجةِ إليها.
- تصميمٌ غير لائقٍ من خلال تحديد مستوياتٍ من الضوءِ أعلى مما هو مطلوبٌ لمهمةٍ بصريةٍ معينة.[25]
- اختيارٌ غير صحيحٍ للتركيباتِ أو المصابيح التي لاتوجه الضوءَ إلى المناطق حسبَ الحاجةِ لها.[25]
- اختيارٌ غير صحيحٍ للأجهزةِ للاستفادةِ من مستوىً أعلى مما هو مطلوب لإنجاز مهمةِ الإضاءة.
- التدريبُ غير المكتمل لمديري المباني وشاغليها على استخدام أنظمة الإنارة بكفاءة.
- عدم كفايةِ صيانةِ الإضاءةِ مما يؤدي إلى زيادة الضوء الشارد وتكاليف الطاقة.
- «الإضاءة النهارية» التي يطالب بها المواطنون للحد من الجريمة، أو من قبل أصحاب المحلات لاجتذاب العملاء.[26]
- استبدالٌ بالمصابيح القديمة مصابيح (LED) [الموفرة للطاقة] الأكثر كفاءةً مع استهلاك الطاقةِ الكهربائيةِ نفسها.
- تقنيات الإضاءةِ غير المباشرةِ. مثلاً إضاءةُ جدارٍ عمودي لعكس الضوءِ إلى الأرض [تتطلب طاقة إنارة عالية لتحقيق إضاءة كافية].

يمكن تصحيح معظم هذه المشكلات بسهولةٍ باستخدام التقانةِ (التكنولوجيا) المتاحةِ وغير المكلفةِ، ومع حل ممارسات المالك أو المستأجر التي توجد حواجزَ أمام التصحيح السريع لهكذا أمور، والأهم من ذلك أن الوعي العام بحاجةٍ إلى تحسينٍ في البلدان الصناعية لتحقيق المردودِ الكبير من الحدِّ من الإفراطِ في الإضاءة.
في بعض الحالات ربما تكون ثمة حاجة إلى تقانةِ إنارةٍ مفرطةِ الإضاءة. على سبيل المثال غالباً ما تُستخدم الإضاءة غير المباشرةِ للحصول على مظهرٍ «أكثرَ نعومةً» نظراً لأن الإضاءة المباشرة القاسية تكونُ عادةً غير مرغوبةٍ لأسطح معينةٍ كالجلدِ مثلاً [(بحالةِ المفروشاتِ الجلدية)]. يُنظر إلى طريقة الإضاءة غير المباشرة على أنها أكثر راحةً وتناسب الحاناتِ والمطاعم وأماكن المعيشة. من الممكن أيضاً منع تأثير الإضاءةِ المباشرةِ عن طريق إضافةِ مرشحاتِ تليينٍ أو حلولٍ أخرى على الرغم من تقليل الكثافة.

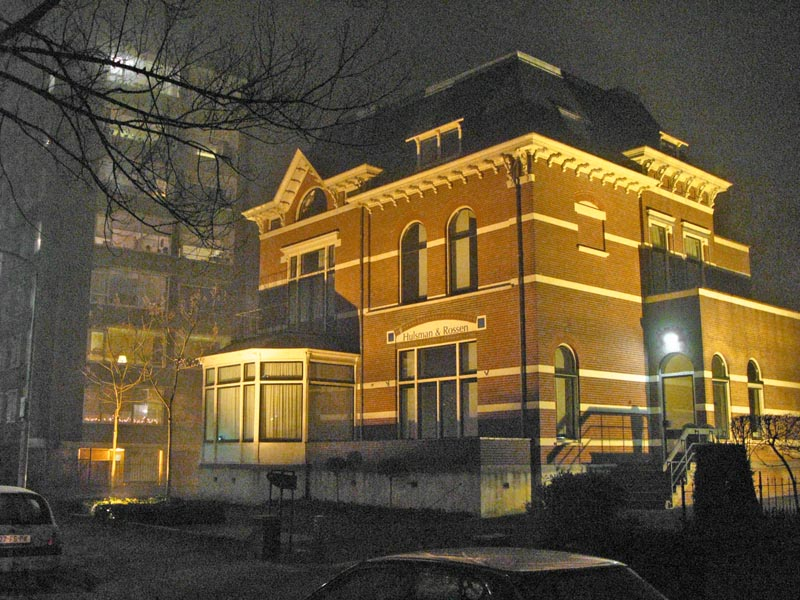
مبنى مكاتب مضاءٌ بحباباتِ بخار الصوديوم (HPS). كثير من الضوء يهدر إلى السماء والأبنية المجاورة مسبباً تلوثاً ضوئياً.

### الوهج

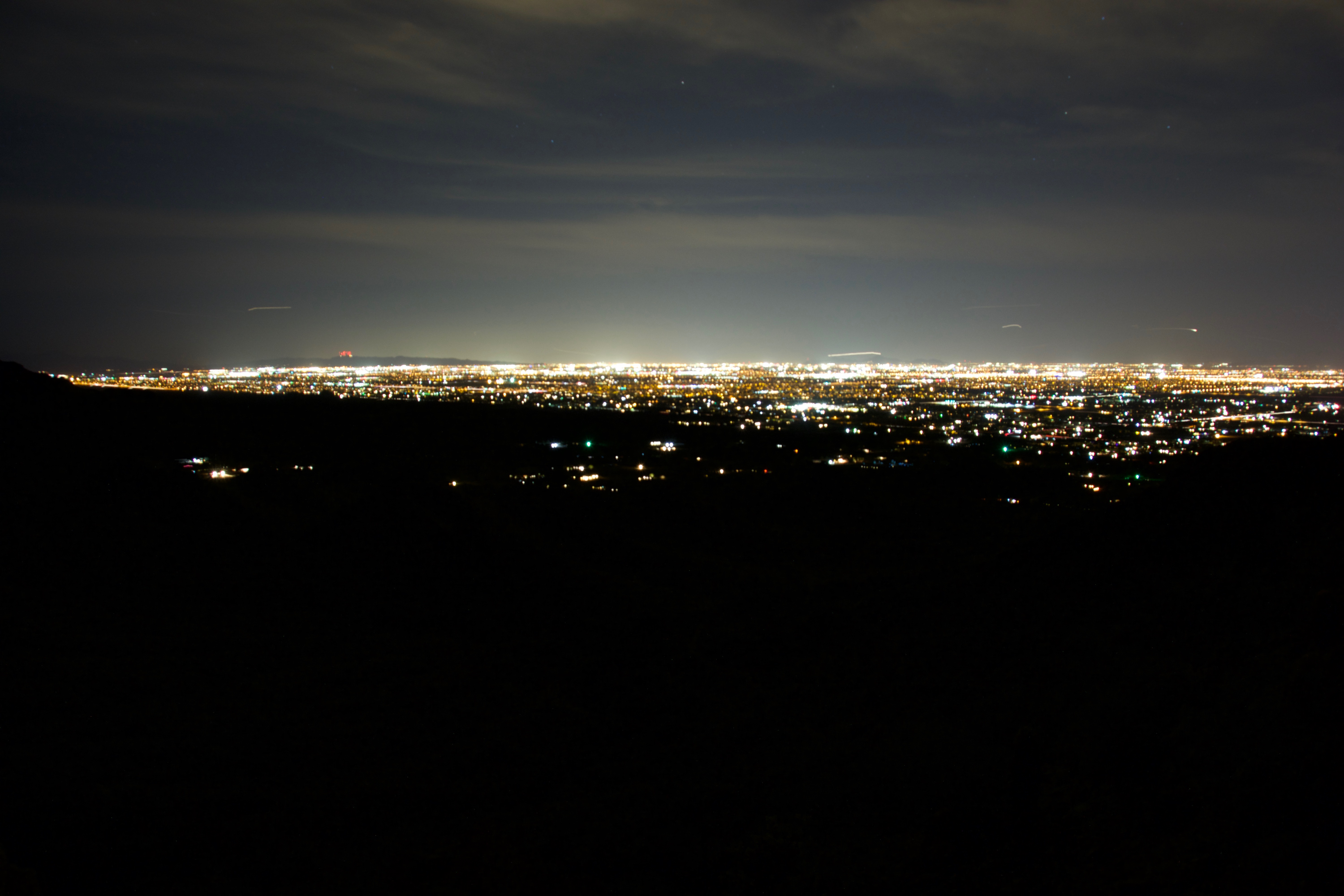
منظر لمنطقة مترو فينيكس من أعلى مسار منجم جولد في جبال سان تان.

يمكن تصنيف الوهج (بالإنجليزية: Glare) على أنواع مختلفة. تم وصف أحد هذه التصنيفات في كتاب لبوب ميزون، منسق حملة الرابطة الفلكية البريطانية للسماء المظلمة، على النحو التالي:

1- يصف الوهج المسبب للعمى تأثيراتٍ مثل تلك الناتجةِ عن التحديقِ في الشمس. إنه يسبب العمى تماماً ويترك عيوباً مؤقتةً أو دائمةً على الرؤية.
2- يصف وهج الإعاقة تأثيراتٍ مثل العمى بسببِ أضواءِ السيارةِ القادمة، أو تشتتِ الضوءِ في الضباب أو في العين مما يقلل التباين، وكذلك الانعكاسات من الطباعة والمناطق المظلمة الأخرى التي تجعلها ساطعةً مع انخفاض كبير في إمكانياتِ الرؤية.
3- لايتسبب الوهج المزعج في حدوث موقفٍ خطيرٍ في حدِّ ذاتهِ على الرغم من أنه مزعج في أحسن الأحوال، ويمكن أن يسبب التعب إذا تم التعرض له لفتراتٍ طويلة.
وفقاً لـ"ماريو موتا" -رئيس "جمعية ماساتشوستس الطبية"-: "... الوهج الناتج عن الإضاءةِ السيئةِ يشكل خطراً على الصحةِ العامةِ -وخاصةً عندما تغدو أكبر سناً. يتسبب تشتت ضوء الوهج في العين في فقدان التباين، ويؤدي إلى ظروفِ قيادةٍ غير آمنةٍ يشبه إلى حدٍّ كبيرٍ الوهج على الزجاج الأمامي المتسخ من ضوءِ الشمس المنخفض الزاويةِ أو الضوءِ العالي من سيارةٍ مقبلة.
 يحدث تأثير التعميةِ في جزءٍ كبير منه بسبب انخفاض التباين بسبب تشتت الضوءِ في العين بسبب السطوع المفرط، أو انعكاس الضوءِ من المناطقِ المظلمةِ في مجالِ الرؤيةِ مع إضاءةٍ مماثلةٍ لإضاءةِ الخلفية. هذا النوع من الوهج هو مثالٌ خاص على وهج الإعاقةِ، ويسمى الوهج المحجب. (هذا غير فقدان الرؤيةِ الليليةِ الذي يحدث بسببِ التأثير المباشر للضوءِ نفسِهِ على العين).

### فوضى الضوء

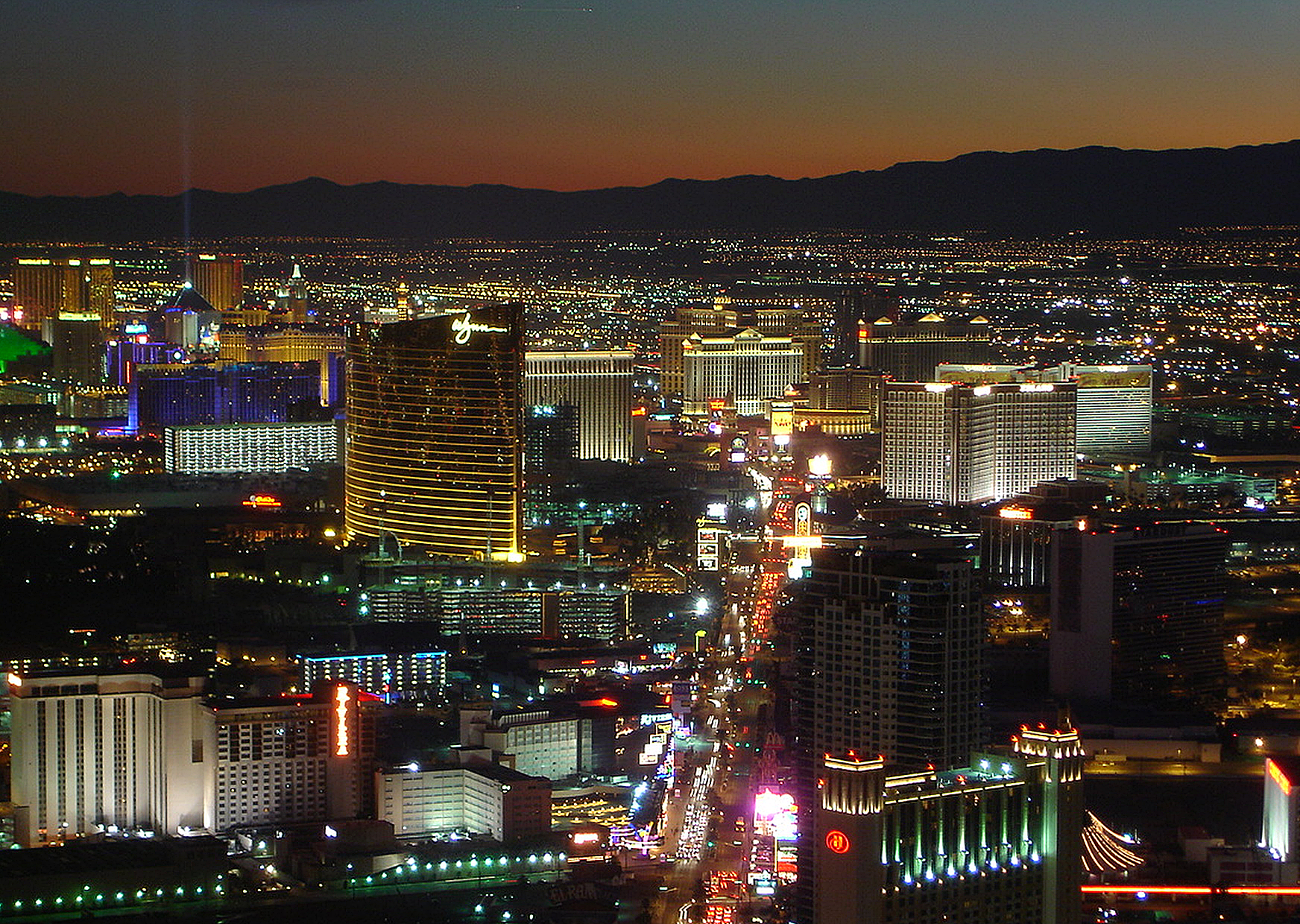
يعرض قطاع لاس فيجاس Las Vegas Strip تجمعات مفرطة من الأضواء الملونة. مثال كلاسيكي على فوضى الضوء.

تشير فوضى الضوء (بالإنجليزية: Light Clutter) إلى التجمعات المفرطة للأضواء. قد تؤدي تجمعات الأضواء إلى حدوث ارتباكٍ، وتشتيت الانتباه عن العوائق (بما فيها تلك التي قد يكون من المفترض أن تضيء بها)، ومن المحتمل أن تتسببَ بوقوع حوادث. تمكن ملاحظة الفوضى بشكل خاص على الطرقاتِ حيثما تكون أضواءُ الشوارع سيئةَ التصميمِ، أو عندما تحيط الإعلاناتُ ذاتُ الإنالاةِ الساطعةِ بالطرق. اعتماداً على دوافع الشخص أو المنظمة التي قامت بتركيبِ المصابيح يمكن أن يكونَ الغرض من وضعها وتصميمها هو تشتيت انتباهِ السائقين، ويمكن أن يساهم في وقوع الحوادث.

### من الأقمار الصناعية
الأقمار الصناعية مصدرٌ آخرُ للتلوثِ الضوئي، فمع الزيادةِ المستقبليةِ في أعدادِ كوكباتِ (مجموعات) الأقمار الصنعيةِ -مثل "OneWeb" و"Starlink"- يخشى المجتمعُ الفلكيُّ بشكلٍ خاصٍّ -مثل «الاتحاد الفلكي العالمي» (بالإنجليزية: International Astronomical Union) (اختصاراً IAU)- من أن التلوثَ الضوئي سيزدادُ بشكلٍ كبيرٍ إلى جانبِ المشاكلِ الأخرى المتعلقةِ باكتظاظِ الأقمار الصناعية.

يتضمن الخطابُ العامُّ المحيط بالنمو المتوقع لكوكبةِ الأقمار الصناعيةِ -مثل "OneWeb" و"Starlink"- التماساتٍ متعددةٍ من قبل علماءِ الفلك وعلماءِ المواطنين،

 وأثارَ تساؤلاتٍ حول الهيئاتِ التنظيميةِ التي تتمتع بالسلطةِ القضائيةِ على الإجراءاتِ البشريةِ التي تحجبُ ضوءَ النجوم.

## القياس والتأثيرات العالمية

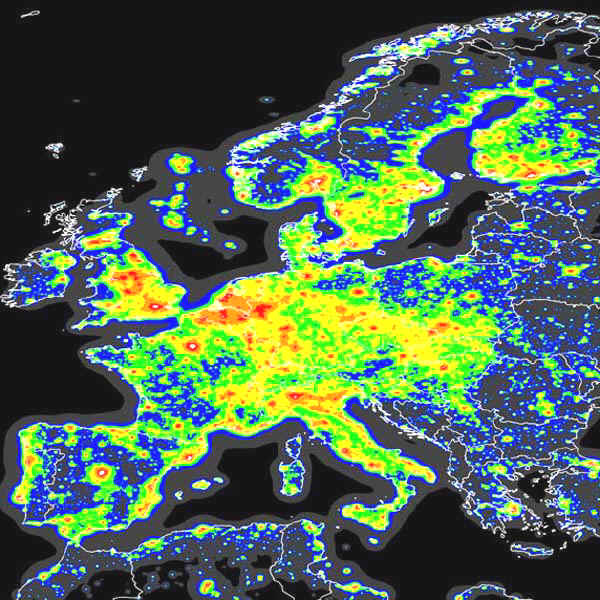
تظهر الأضواء الزائفة شدة توهج السماء بسبب مصادر الضوء الاصطناعي (صورة فضائية لقارة أوروپا).

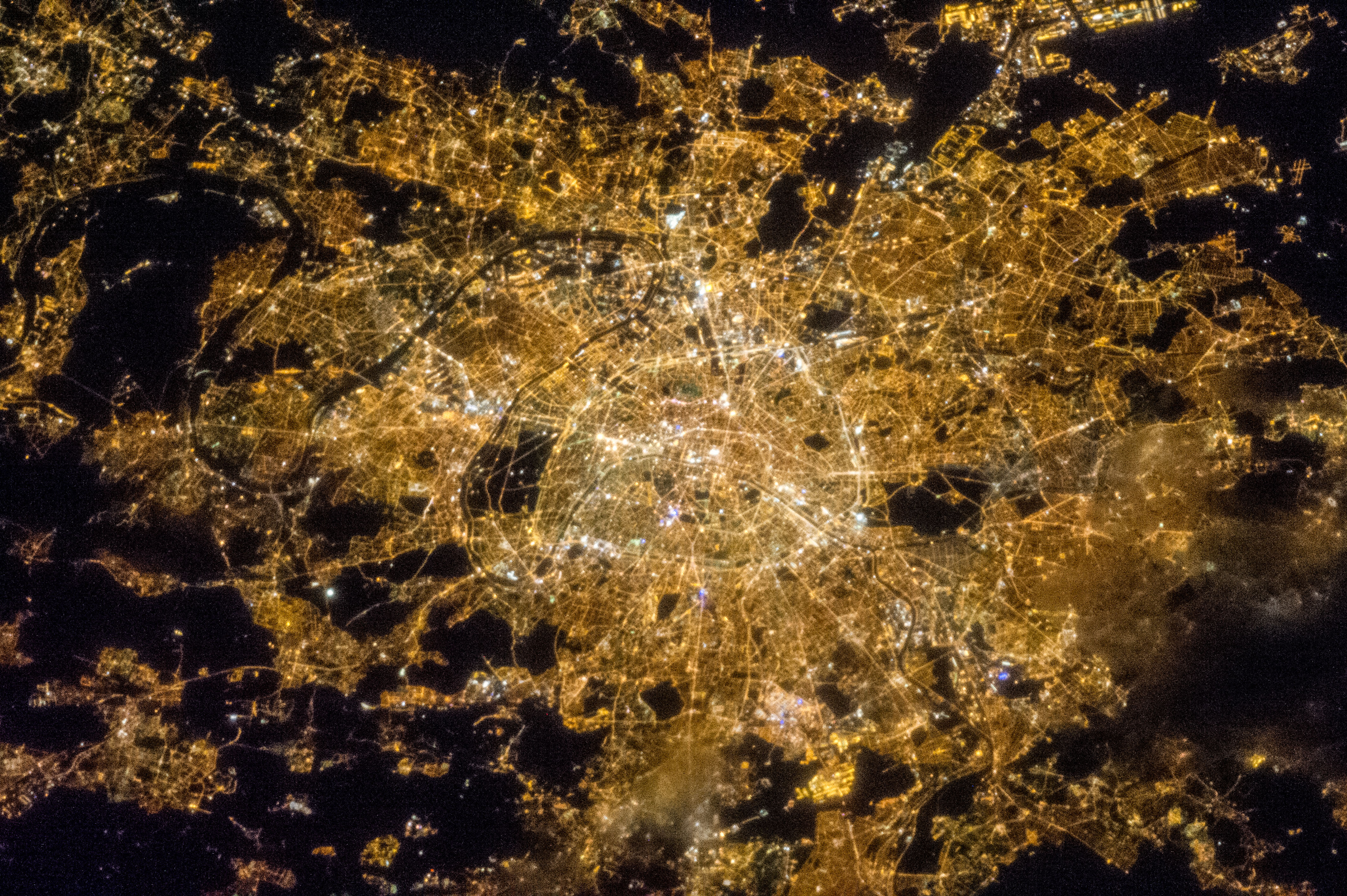
باريس في الليل. منظر من القمر الصناعي.

يعد قياس تأثير وهج السماء على نطاقٍ عالمي إجراءً معقداً، فالغلاف الجوي الطبيعي ليس مظلماً تماماً حتى في حالة عدم وجود مصادرَ أرضيةٍ للضوء والإضاءة من القمر. يحدث هذا بسبب مصدرين رئيسيين: التوهج الجوي والضوء المتناثر.
على ارتفاعاتٍ عاليةٍ فوق الغلاف الجوي -في المقام الأول- يوجد ما يكفي من الأشعة فوق البنفسجية -الشمسية المصدر- ذات الطول الموجي القصير جداً لإحداث التأين. عندما تصطدم الأيونات بجسيماتٍ محايدةٍ كهربائياً، فإنها تتحد وتصدر فوتوناتٍ نتيجة عمليةِ التأينِ هذهِ مما يتسبب في توهج الهواء. تكون درجة التأينِ كبيرةً بما يكفي للسماح بانبعاثِ إشعاعٍ مستمرٍ حتى أثناء الليل حينما يكون الغلاف الجوي العلوي في ظلِّ الأرض [في الجهةِ المظلمةِ غير المقابلةِ للشمس]. في الطبقاتِ السفلى من الغلاف الجوي تكون جميع الفوتوناتِ الشمسيةِ ذات الطاقات فوق إمكانِ التأين للآزوت (N2) والأكسجين (O2) تكونُ بالفعلِ قد امتصتْ بواسطة الطبقات العليا، وبالتالي لايحدث أي تأينٍ ملموس.
وبغضِّ النظر عن انبعاثِ الضوءِ تُشتت السماءُ أيضاً الضوءَ القادم بشكلٍ أساسي من النجوم البعيدة ودرب التبانة، وكذلك الضوءَ البروجيَّ، وضوءَ الشمس الذي ينعكس وينتشر من جسيماتِ الغبار بين الكواكب.
يختلف مقدار التوهج الهوائي وضوء البروج اختلافاً كبيراً (اعتماداً على نشاطِ البقع الشمسيةِ والدورةِ الشمسيةِ من بين أمورٍ أخرى)، ولكن نظراً للظروف المثلى فإن سطوعَ السماءِ الأكثر قتامةً يمكن له أن يبلغ حوالي 22 ماجنيتود/(ثانية قوسية)2 (بالإنجليزية: magnitude / square arc second). في حالة وجود بدرٍ مكتملٍ يزداد سطوع السماءِ إلى حوالي 18 ماجنيتود/(ثانية قوسية)2 اعتماداً على شفافيةِ الغلافِ الجوي المحليةِ، وهي أكثر سطوعاً بـ40 مرة من أحلك السماء. في المناطق ذات الكثافة السكانية العالية يبلغ سطوع السماء 17 ماجنيتود/(ثانية قوسية)2، وهو الأمر الذي ليس غير شائعٍ، أو أنه أكثر سطوعاً بـ 100 مرة عن الطبيعي.
لقياس مدى سطوع السماء بدقةٍ يجري استخدام صور الأقمار الصناعية الليلية للأرض كمدخلاتٍ أوليةٍ لعدد وكثافة مصادر الضوء. وتوضع في نموذجٍ فيزيائي
 للتشتت بسبب جزيئات الهواءِ والهباءِ الجوي لحسابِ سطوع السماء التراكمي، وقد تم إعداد الخرائط التي تُظهر سطوع السماءِ المحسن للعالم بأسره.

يكشف تفحص المنطقةِ المحيطةِ بمدريدَ أنه يمكن الشعور بآثار التلوث الضوئي الناجم عن تجمع كبير واحد من على بعد 100 كيلومترٍ (62 ميلٍ) عن المركز.
 لقد غدتِ التأثيرات العالمية للتلوث الضوئي واضحةً، فمثلاً في المنطقة بأسرها المكونة من جنوب إنجلترا، وهولندا، وبلجيكا، وغربي ألمانيا، وشمال فرنسا يبلغ سطوع السماءِ فيها ما لايقل عن مرتين إلى أربع مراتٍ أكبر من الطبيعي، والأماكن الوحيدة في قارةِ أوروپا حيث يمكن للسماء أن تبلغ ظلمتها الطبيعية هي في شمال الدول الاسكندنافية أو في جزرٍ بعيدةٍ عن القارة.
والوضع في أمريكا الشمالية قابلٌ للمقارنة أيضاً. ثمة مشكلة كبيرة مع التلوث الضوئي تتراوح من المقاطعات البحرية الكندية إلى الجنوب الغربي الأمريكي.
 تعمل «جمعية السماء المظلمة الدولية» (اختصاراً IDA) على تحديد المناطق التي تتمتع بجودة S عالية S في سماء الليل، ويجري دعم هذه المناطق من قبل المجتمعات والمنظمات المكرسة للحد من التلوث الضوئي (مثل «محمية السماء المظلمة» (اختصاراً DSP). قام قسم الأصوات الطبيعية والسماء الليلية التابع لخدمة المتنزهات القومية بقياس جودة السماء ليلاً في وحدات المتنزهات الوطنية عبر الولايات المتحدة. جودة السماء في الولايات المتحدة تتراوح من البكر (مثل متنزه «الكابيتول ريف» الوطني (بالإنجليزية: Capitol Reef National Park)، ومتنزه «بيج بيند» الوطني (بالإنجليزية: Big Bend National Park)) إلى المتدهورة بشدة (مثل منطقة «جبال سانتا مونيكا» الوطنية للاستجمام (بالإنجليزية: Santa Monica Mountains National Recreation Area)، ومتنزه «بيسكين» الوطني (بالإنجليزية: Area and Biscayne National Park))،
 وقاعدة بيانات مراقبة برنامج "National Park Service Night Sky" متاحة على الإنترنت (2015).
«مقياس بورتل» (بالإنجليزية: Bortle scale) هو نظام قياس من تسعة سويّاتٍ يستخدم لتتبع كمية «التلوث الضوئي» الموجودة في السماء. خمسة أو أقل هو المقدار المطلوب لرؤية «مجرةِ دربِ التبانة»، فيما السوية «واحد» («أصلي» أو «بكر» أو «نظيف جداً») هي أظلم ما يمكن.

وقد أعلن في مارس/آذار سنة 2013 على أن التلوث الضوئي في هونغ كونغ هو «الأسوأ على هذا الكوكب».

في يونيو/حزيران سنة 2016 قُدر أن ثلث سكان العالم لم يعد في مُكنتهم رؤية «مجرة درب التبانة» (بالإنجليزية: Milky Way)، بما في ذلك 80 بالمئة من الأمريكيين و 60 بالمئة من الأوروبيين. وعثر على سنغافورة كأكثر دول العالم تلوثاً بالضوء.

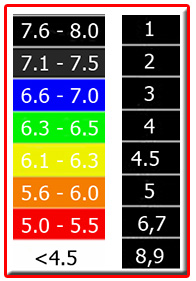
ابتكر John Bortle مقياس تلوث ضوئي (Bortle Dark-Sky Scale) في عدد فبراير/شباط 2001 من مجلة "Sky and Telescope"، واستخدمه لوصف جودة البيئة الليلية من حيث وجود / غياب التلوث الضوئي.

فسيفساء عالمية خالية من الغيوم.
صورة من القمر الصنعي الأمريكي لمراقبة المناخ ("Suomi NPP")، تُظهر مدى الأضواء المرئية في عام 2016.
انتشرت تأثيرات التلوث الضوئي -وخاصةً توهج السماء- بعيداً عن مصادر الضوء المرئية هنا.

## تبعات وعقابيل

### التأثيرات على صحة الإنسان وعلم النفس

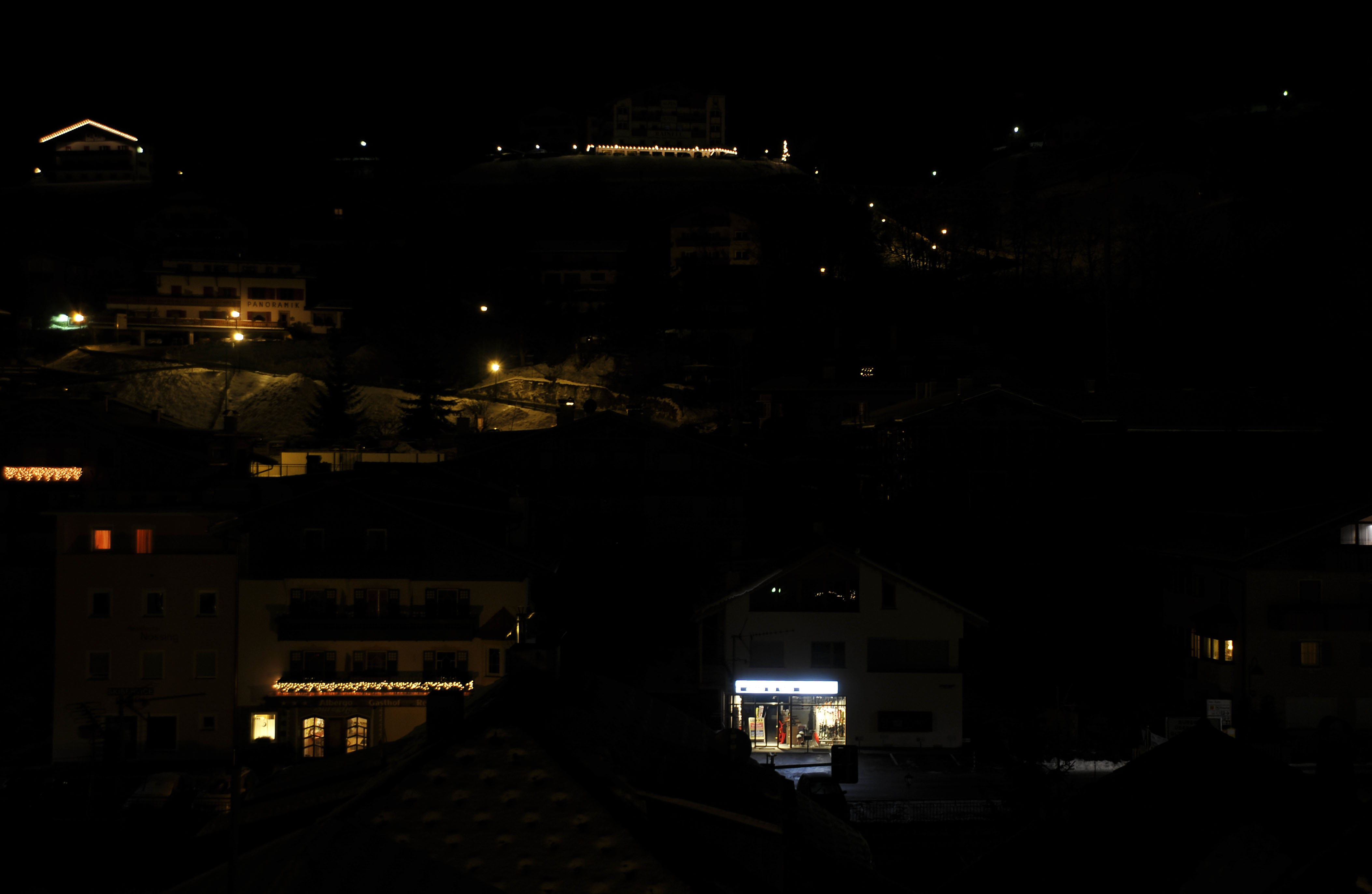
أضواء الشوارع في منتجع التزلج "كاستلروث" Kastelruth في جنوب التيرول - إيطاليا.

يتفاقم «التلوث الضوئي» بسبب الاستخدام المفرط أو الخاطئ أو الاقتحامي للضوء، ولكن حتى الضوء المستخدم بعنايةٍ يُغير من الظروفِ الطبيعيةِ بشكلٍ أساسي. يلقى اللومِ على التلوثِ الضوئي -كأثرٍ جانبي رئيسي للتحضر- في الإضرار بالصحةِ وتعطيلِ النظمِ البيئيةِ وإفسادِ البيئاتِ الجمالية.
تشير الأبحاث الطبية حول تأثيرات الضوء المفرط على جسم الإنسان إلى أن مجموعة متنوعة من الآثار الصحية الضارة قد تكون ناجمة عن التلوث الضوئي أو التعرض المفرط للضوء، وتستخدم بعض كتب تصميم الإضاءة
 صحة الإنسان كمعيار واضح للإضاءة الداخلية المناسبة. ربما شملتِ الآثار الصحية للإفراط في الإضاءة أو التركيب الطيفي غير المناسب للضوء: زيادة حدوث الصداع، وإرهاق العاملين، والإجهاد المحدد طبياً، وانخفاض الوظيفة الجنسية، وزيادة القلق.

 وبالمثل جرت دراسة نماذج حيوانية توضح أن الضوء الذي لا مفر منه ينتج عنه تأثير سلبي على الحالة المزاجية والقلق.
 بالنسبة لأولئك ممن يحتاجون إلى الاستيقاظ في الليل، فإن الضوء في الليل له أيضاً تأثيرٌ حادٌّ على اليقظة والمزاج.

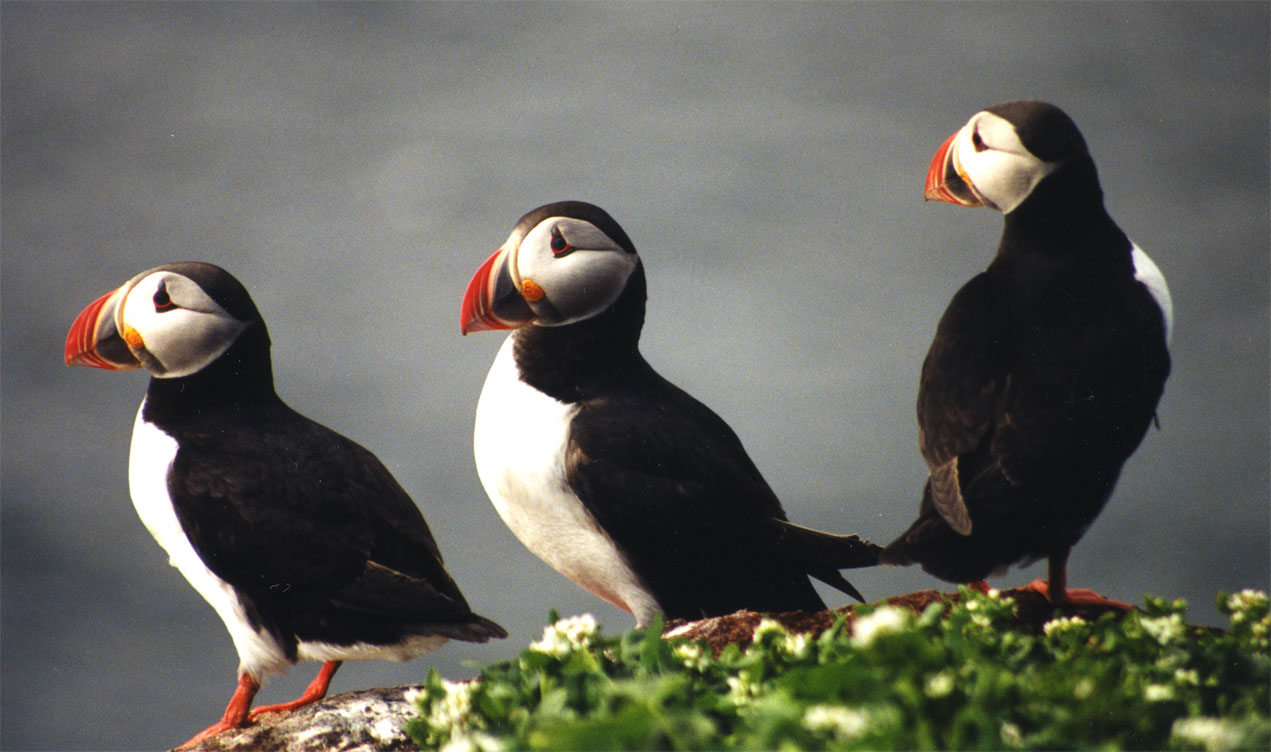
تنجذب فراخ الطيور مثل البفن Puffins إلى الأضواء الليلية القريبة من عشها. لاتدوم أول محاولةٍ للطيران عندها أكثر من عشر ثوانٍ وهي مهددة بالموت إن لم تلتقط طعامها من البحر. هذا ما يفسر بقاءها في الجزر المنعزلة والجروف البعيدة عن الإنارة. أعداد البفن في تناقص في أوروپا.

في عام 2007 أدرجت الوكالة الدولية لأبحاث السرطان (اختصاراً IARC) التابعة لمنظمة الصحة العالمية (اختصاراً WHO) «العمل بنظام الورديات الذي ينطوي على اضطراب الساعة البيولوجية» على أنه مادة مسرطنة محتملة. (بيان صحفي للوكالة الدولية لبحوث السرطان رقم 180).

 لقد وثقت دراسات متعددة وجود علاقة بين العمل في النوبات الليلية وزيادة الإصابة بسرطان الثدي (بالإنجليزية: breast) وسرطان البروستاتا (بالإنجليزية: prostate).

 وجدت إحدى الدراسات التي فحصت الصلة بين التعرض للضوء الاصطناعي في الليل (اختصاراً ALAN) ومستويات سرطان الثدي في كوريا الجنوبية أن المناطقَ التي لديها أعلى المستويات من (ALAN) أبلغت عن أكبر عددٍ من حالات سرطان الثدي. كان في سيول -التي لديها أعلى مستويات التلوث الضوئي- 34.4 ٪ من حالات الإصابة بسرطان الثدي زيادةً عن مدينة "Ganwon-do" -التي لديها أدنى مستويات التلوث الضوئي- وهذا يشير إلى وجود علاقة ارتباطٍ عاليةٍ بين (ALAN) وانتشار سرطان الثدي، كما وجد أنه لايوجد ارتباط بين أنواع السرطان الأخرى مثل سرطان عنق الرحم أو سرطان الرئة ومستويات (ALAN).

يمكن العثور على مناقشة أحدث (2009) كتبها البروفيسور «ستيفن لوكلي» من كلية الطب بجامعة هارڤارد في كتاب CfDS «أعمى بالضوء؟»
 ففي «الفصل الرابع: الآثار المترتبة على صحة الإنسان من التلوث الضوئي» ينص على أن: "... من المحتمل أن يكون لتطفل الضوء -حتى لو كان خافتاً- آثارٌ قابلة للقياس على اضطراب النوم وقمع الميلاتونين. حتى لو كانت هذه التأثيرات صغيرة نسبياً من الليل إلى الليل، فقد ينطوي على استمرارها على الساعة البيولوجية المزمنة (بالإنجليزية: Circadian) والنوم والاضطراب الهرموني مخاطر صحية على المدى الطويل". استضافت أكاديمية نيويورك للعلوم اجتماعاً في عام 2009 حول الاضطرابات اليومية والسرطان.
 الضوء الأحمر يقمع الميلاتونين (بالإنجليزية: Melatonin) على أقل تقدير.

في يونيو/حزيران (2009) وضعت «الجمعية الطبية الأمريكية» سياسةً لدعم السيطرة على «التلوث الضوئي»، وأكدتِ الأخبار حول القرار بأن الوهج باعتباره خطراً على «الصحة العامة» يؤدي إلى ظروف قيادةٍ غير آمنةٍ، يتسبب الوهج في فقدان التباين -خاصةً عند كبار السن- مما يؤدي إلى حجب الرؤية الليلية.
ْ
تشير دراسة حديثة عام 2021 نُشرت في مجلة "Southern Economic Journal" إلى أن «التلوث الضوئي» قبل 23 أسبوعاً من الحمل قد يزيد بنسبة 13 بالمئة الولادات المبكرة.

### اضطراب النظم البيئية

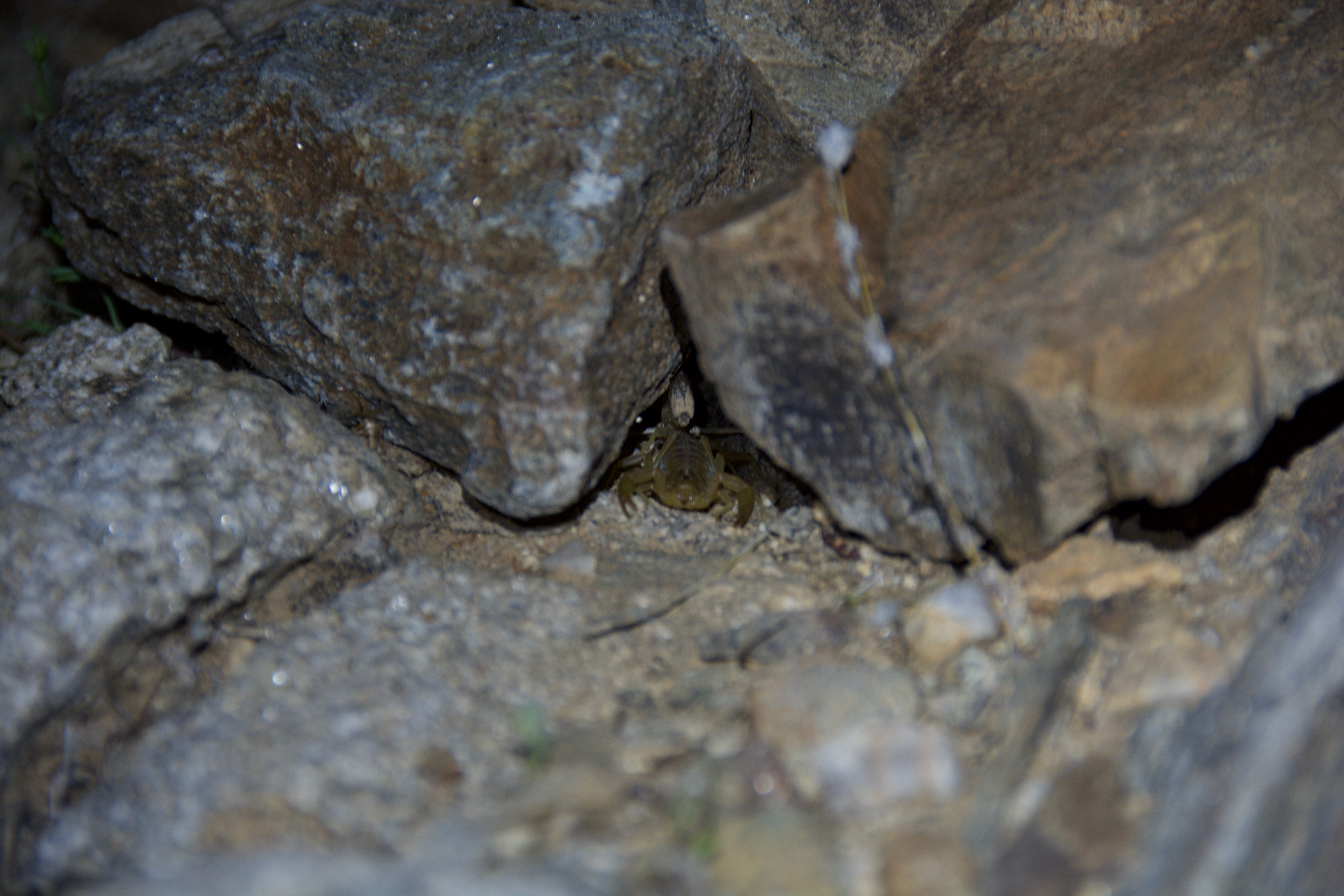
عقرب يختبئ تحت الصخور.

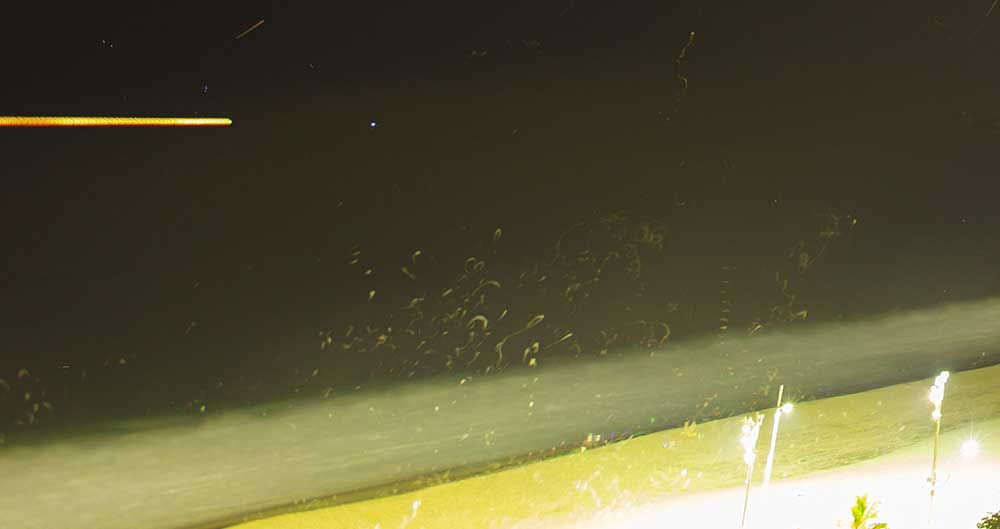
أثر تحليق طيور ومسار نجم ليلاً بالقرب من شاطئ ريو دي جانيرو في «التلوث الضوئي».

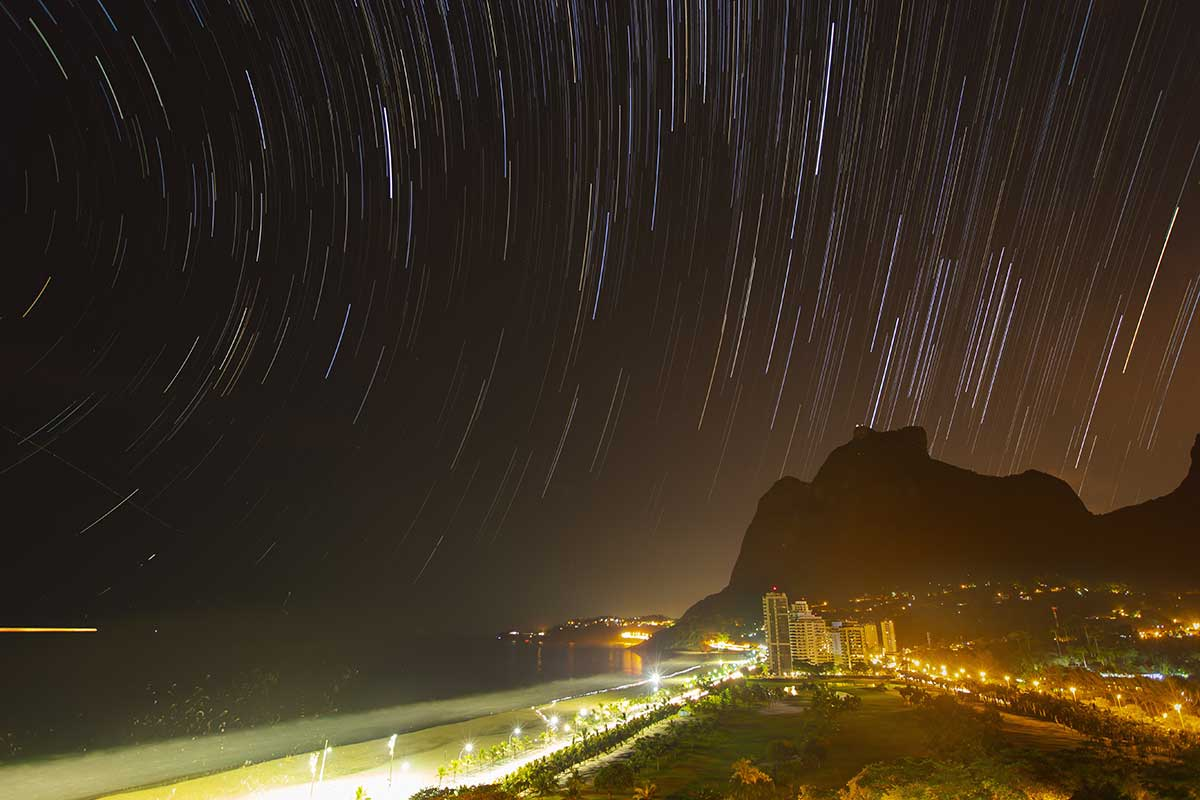
مسارات نجومٍ وطيورٍ في البرازيل في «تلوث ضوئي» على شاطئ ريو دي جانيرو ليلاً.

حيثما يؤثر الضوء الاصطناعي على الكائنات الحية والنظم البيئية يُطلق عليه «التلوث الضوئي البيئي». ففي حين يمكن للضوء الليلي أن يكون مفيداً أو محايداً أو ضاراً للأنواع الفردية، فإن وجوده يزعج دائماً النظم البيئية. على سبيل المثال تتجنب بعض أنواع العناكب المناطقَ المضاءة، في حين تسعد أنواع أخرى من العناكب ببناء شبكتها الخاصة مباشرةً على عمود المصباح. ونظراً لأن أعمدة الإنارة تجتذب العديد من الحشرات الطائرة، فإن العناكب التي لاتمانع في الضوء تكتسب ميزةً على حساب العناكب التي تتجنبه. هذا مثالٌ بسيطٌ على الطريقة التي يمكن بها إزعاج ترددات الأنواع الحية والشبكات الغذائية من خلال إدخال الضوء في الليل.
يشكل «التلوث الضوئي» تهديداً خطيراً -على وجه الخصوص- للحياة البرية الليلية، وله آثار سلبية على فيزيولوجيا النبات والحيوان، فهو يمكن أن يشوش تنقل الحيوانات، ويغير التفاعلات التنافسية، ويغير علاقات «المفترس-الفريسة»، ويسبب ضرراً فيزيولوجياً.
 يجري تنظيم إيقاع الحياةِ من خلال الأنماطِ اليوميةِ الطبيعيةِ للضوء والعتمة، لذلك فإن اضطراب هذه الأنماطِ [اليومية] يؤثر على الديناميات البيئية.

تشير الدراسات إلى أن «التلوث الضوئي» حول البحيرات يمنع العوالق الحيوانية -مثل الـDaphnia- من أكل الطحالب السطحية مما يتسبب في زيادة تكاثر الطحالب التي يمكن أن تقتل نباتات البحيرات وتقلل من جودة طبقة المياه السفلى.
 قد يؤثر «التلوث الضوئي» أيضاً على النظم البيئيةِ بطرقٍ أخرى. على سبيل المثال وثق الباحثون على «قشريات الجناح» وعلماء الحشرات أن ضوء الليل قد يتداخل مع قدرة العث والحشرات الليلية الأخرى على التنقل.
 قد تتأثر الأزهار التي تتفتح ليلاً -والتي تعتمد على العث للتلقيح- بالإضاءة الليلية حيث لايوجد ملقح بديل لن يتأثر بالضوء الصناعي. يمكن أن يؤدي هذا إلى تراجع أنواع النباتات غير القادرة على التكاثر، والتغيير البيئي طويل الأمد للمنطقة.
 من بين الحشرات الليلية تعتبر اليراعات (الخنافس: Lampyridae وPhengodidae وElateridae) كائنات دراسةٍ مثيرةٍ للاهتمام بشكلٍ خاصٍّ للتلوث الضوئي لمجرد اعتمادها على الضوء الخاص بها للتكاثر، وبناءً عليه فهي حساسة للغاية لمستويات الضوء البيئية.

 اليراعات معروفة جيداً، ومثيرة لاهتمام عامة الناس (على عكس العديد من الحشرات الأخرى)،  ويمكن اكتشافها بسهولةٍ من قبل غير الخبراء، وبسبب حساسيتها واستجابتها السريعة للتغيرات البيئية [هي] مؤشرات حيوية جيدة للإضاءة الليلية الاصطناعية. وقدِ افتُرض سببٌ للانخفاض الهائل في أعداد الحشرات -على الأقل جزئياً- وهو الأنوار الاصطناعية في الليل.

تشير دراسة عام 2009
 أيضاً إلى حدوث تأثيراتٍ ضارةٍ على الحيوانات والنظم البيئية بسبب اضطراب الضوء المستقطب أو الاستقطاب الاصطناعي للضوء (حتى أثناء النهار لأن اتجاه الاستقطاب الطبيعي لضوءِ الشمس وانعكاسه هو مصدر معلوماتٍ للكثير من الحيوانات). يسمى هذا النوع من التلوثِ «التلوثَ الضوئي المستقطب» (اختصاراً PLP). يمكن أن تؤدي مصادر الضوء المستقطبة غير الطبيعية إلى سلوكياتٍ غير قادرةٍ على التكيف في الأصناف الحساسة للاستقطاب وتغيير التفاعلات البيئية.

يمكن أن تؤدي الأضواء على الهياكل العالية إلى إرباك اتجاهات الطيور المهاجرة. تقديرات «خدمة الأسماك والحياة البرية الأمريكية» لعدد الطيور النافقةِ بعد انجذابها إلى الأبراج الشاهقة تتراوح ما بين أربعة إلى خمسة ملايين في السنة إلى ترتيبٍ أكبر من حيث الحجم.
 يعمل «برنامج الوعي بالضوء الحيوي» (بالإنجليزية: Fatal Light Awareness Program) (اختصاراً FLAP) مع أصحاب المباني في تورنتو (ولاية أونتاريو - كندا) ومدنٍ أخرى على تقليل وفيات الطيور عن طريق إطفاء الأنوار أثناءَ فترات الهجرة.
لوحظ ارتباكٌ مماثلٌ لأنواع الطيور المهاجرة بالقرب من مرافق الإنتاج والحفر البحرية. قادت الدراسات التي أجرتها Nederlandse Aardolie Maatschappij (اختصاراً NAM) وشركة «شل» (بالإنجليزية: Shell) إلى تطوير وتجريب تقنيات إضاءةٍ جديدةٍ في بحر الشمال. أوائل عام 2007 جرى تركيب المصابيح الجديدة على منصة الإنتاج "L15" لشركة «شل». أثبتت التجربة نجاحاً كبيراً فقد انخفضت أعداد الطيور التي تدور حول المنصة بنسبة خمسين إلى تسعين بالمئة.

تهاجر الطيور في الليل لعدة أسباب [منها] وفر الماء من التجفاف أثناء الطيران في النهار الحار حيث يتعامل جزء من نظام الملاحة الخاص بالطائر مع النجوم بطريقةٍ ما، ومع ضوء المدينة الذي ينير سماء الليل لم تعدِ الطيور (وكذلك بالنسبة إلى الثدييات) تتنقل بواسطة النجوم.

ضحية أخرى للتلوث الضوئي؛ إنها صغار السلاحف البحرية الخارجة من أعشاش على الشواطئ. من المفاهيم الخاطئة الشائعة أن السلاحف البحرية التي تفقس تنجذب إلى القمر. إنها -بدلاً من ذلك- تجد المحيط من خلال الابتعاد عن الصورة الظلية المعتمة للكثبان ونباتاتها، وهو السلوك الذي تتدخل فيه الأضواء الاصطناعية.
 ومع ذلك فإن نشاط التكاثر وعلم الفينولوجيا التناسلية للضفادع يتأثر بضوء القمر.
 كما قد تشوش الأضواء صغار الطيور البحرية عندما تغادر أعشاشها وتطير في البحر.

 تتأثر البرمائيات والزواحف أيضاً بـ«التلوث الضوئي». يمكن أن تؤدي مصادر الضوء المقدمة خلال الأوقات المظلمة -عادةً- إلى تعطيل مستويات إنتاج «الميلاتونين». إن «الميلاتونين» هرمون ينظم الفيزيولوجيا والسلوك الدوري الضوئي. تستخدم بعض أنواع الضفادع والسمندل «بوصلة» تعتمد على الضوء لتوجيه سلوك هجرتها إلى مواقع التكاثر. يمكن أن يتسبب الضوء المقدم كذلك في حدوث اضطراباتٍ في النمو، مثل تلف الشبكية، وانخفاض نمو الأحداث، والتحول المبكر،
 وانخفاض إنتاج الحيوانات المنوية، والطفرة الجينية.

في سبتمبر/أيلول عام 2009 عقدت ندوة «السماء المظلمة الأوروبية التاسعة» في «أرماغ» (بالإنجليزية: Armagh) في إيرلندا الشمالية جلسةً حول الآثار البيئية لـ«الضوء في الليل» (اختصاراً LAN). يتعامل هذا الضوء مع الخفافيش والسلاحف والأضرار «الخفية» للشبكة المحلية والعديد من الموضوعات الأخرى.
 نُوّه بالآثار البيئية للشبكة المحلية باكراً منذ عام 1897 في مقالةٍ لـ«لوس أنجلوس تايمز». وفيما يلي مقتطفاتٌ من هذا المقال بعنوان «الكهرباء والطيور الإنجليزية المغردة»:

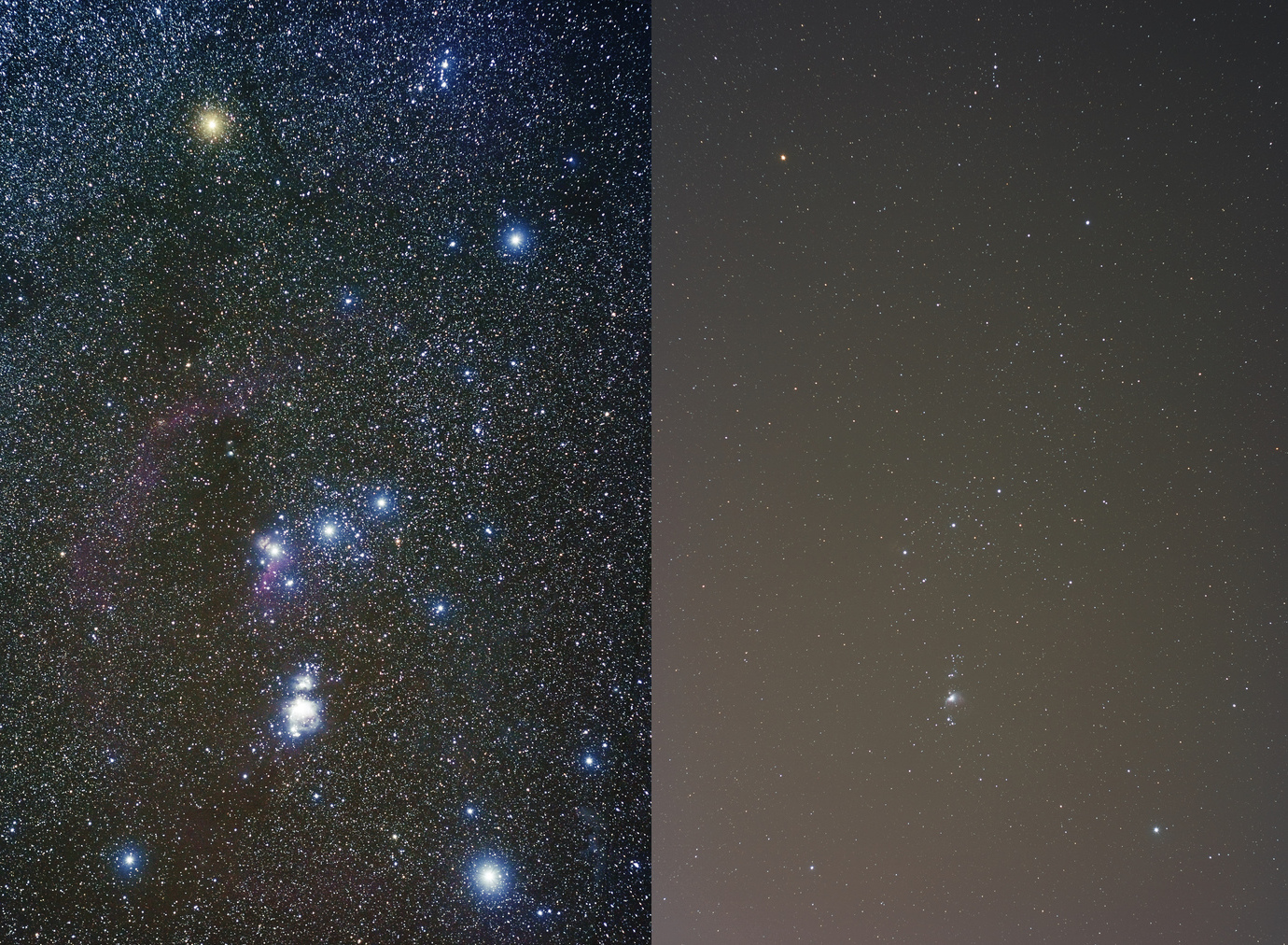
الكوكبة أوريون Orion مصورة على اليسار من السماء المظلمة، وعلى اليمين من داخل منطقة Provo / Orem في منطقة يوتاه الحضرية.

### التأثير في علم الفلك
«علم الفلك» شديد الحساسية للتلوث الضوئي. سماء الليل التي تُرى من مدينةٍ لاتشبه ما يمكن رؤيته من السماء المظلمة.
 توهج السماء (تشتت الضوء في الغلاف الجوي ليلاً) يقلل من التباين بين النجوم والمجرات والسماء نفسها مما يجعل رؤية الأجرام الخافتة أكثر صعوبة. وهذا هو أحد العوامل التي دفعت إلى بناء تلسكوباتٍ [مقاريب] جديدةٍ في مناطقَ نائيةٍ بشكلٍ متزايد.
حتى في سماء الليل الواضحة يمكن أن يكون هنالك الكثير من الضوء الشارد (بالإنجليزية: stray light) الذي يصبح مرئياً في أوقات التعرض الأطول في التصوير الفلكي. يمكن -عن طريق البرنامج- تقليل الضوء الشارد، ولكن في الوقت نفسه تضيع تفاصيل الكائن في الصور. التقطتِ الصورة التالية للمنطقةِ المحيطةِ بـ (the Pinwheel Galaxy (Messier 101 مع الحجم الظاهري 7.5 متر مع انخفاض كل النجوم إلى حجم ظاهري 10 أمتار في برلين في اتجاهٍ قريبٍ من القمةِ باستخدام عدسةٍ سريعةٍ (f-number 1.2) ووقت تعرض مدته خمس ثوانٍ بمؤشر تعريض ISO 12800:

مجرة Pinwheel في الضوء الشارد
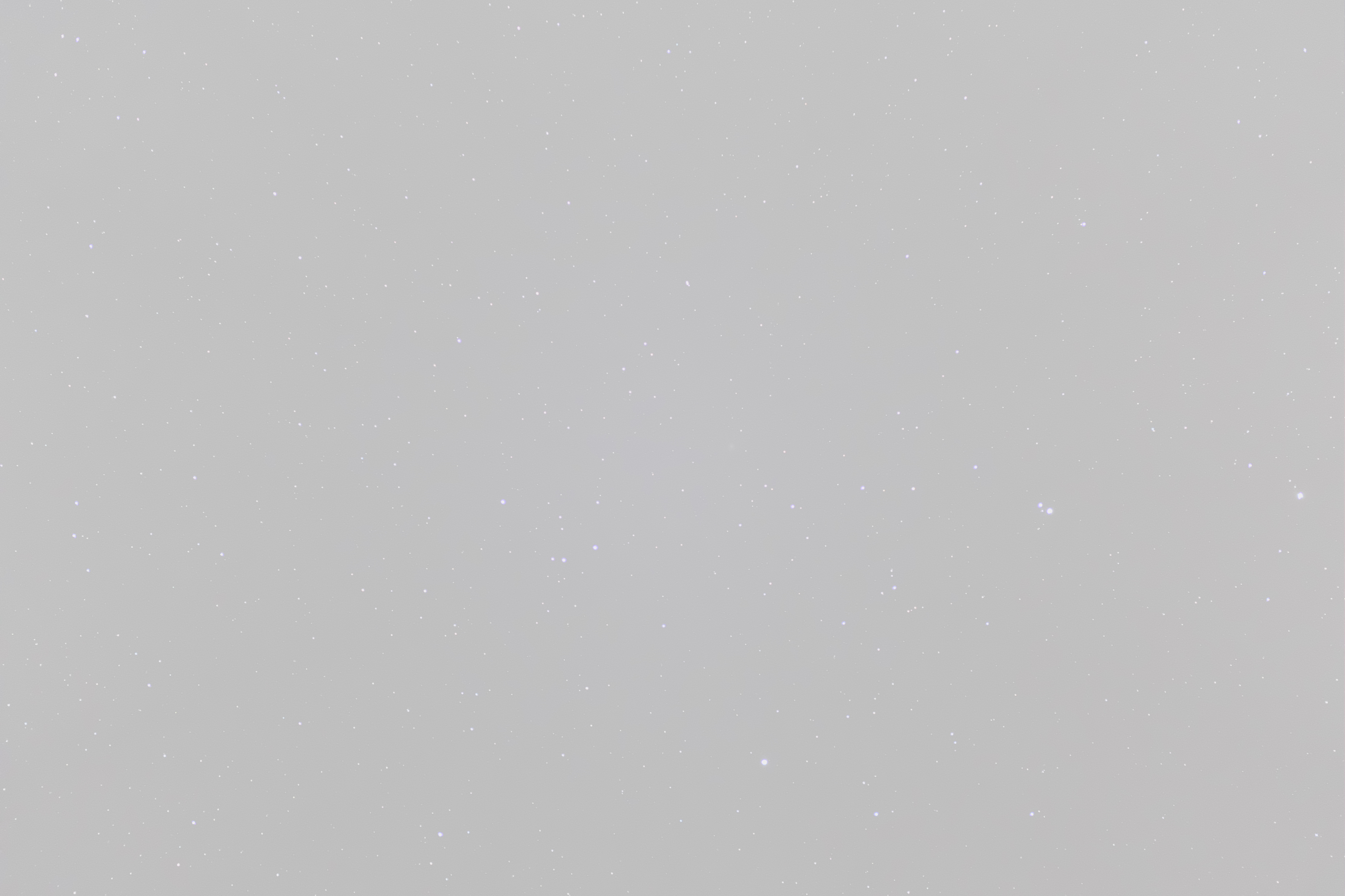
اللقطة الأصلية: الحافة السفلية Alkaid، يمين الوسط النجم المزدوج Mizar مع Alcor والحافة اليمنى Alioth؛ "مجرة المروحة" عبارة عن نقطة صغيرة منتشرة في وسط الصورة.
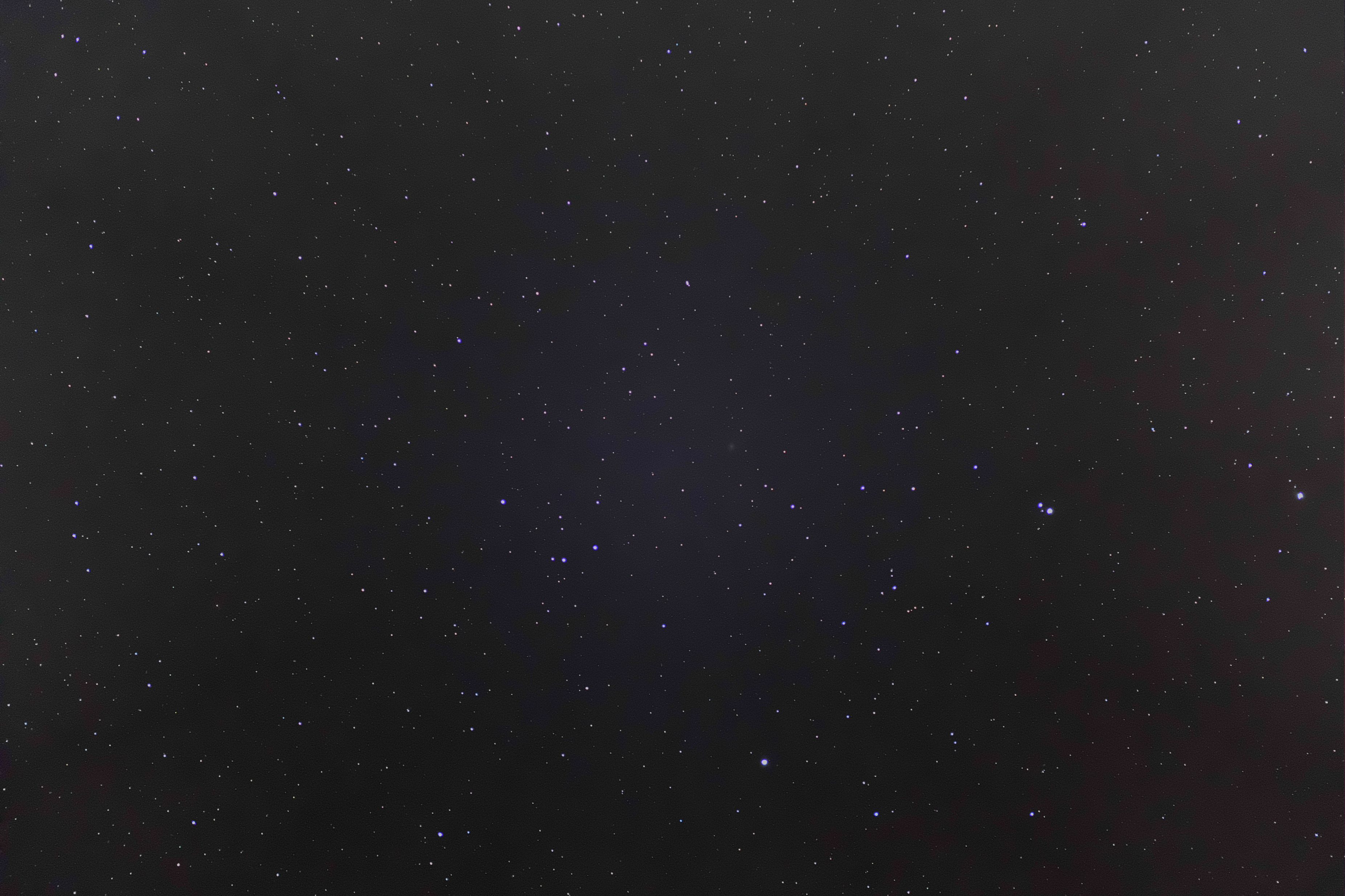
تعويض مستوى اللون الأسود: جرى ضبط النقطة الأغمق في الصورة الرقمية على صفر إضاءة، لتقليل الضوء الشارد المرئي، ومع ذلك تمكن رؤية الضوء الأزرق الناجم عن تشتت رايلي في وسط الصورة.
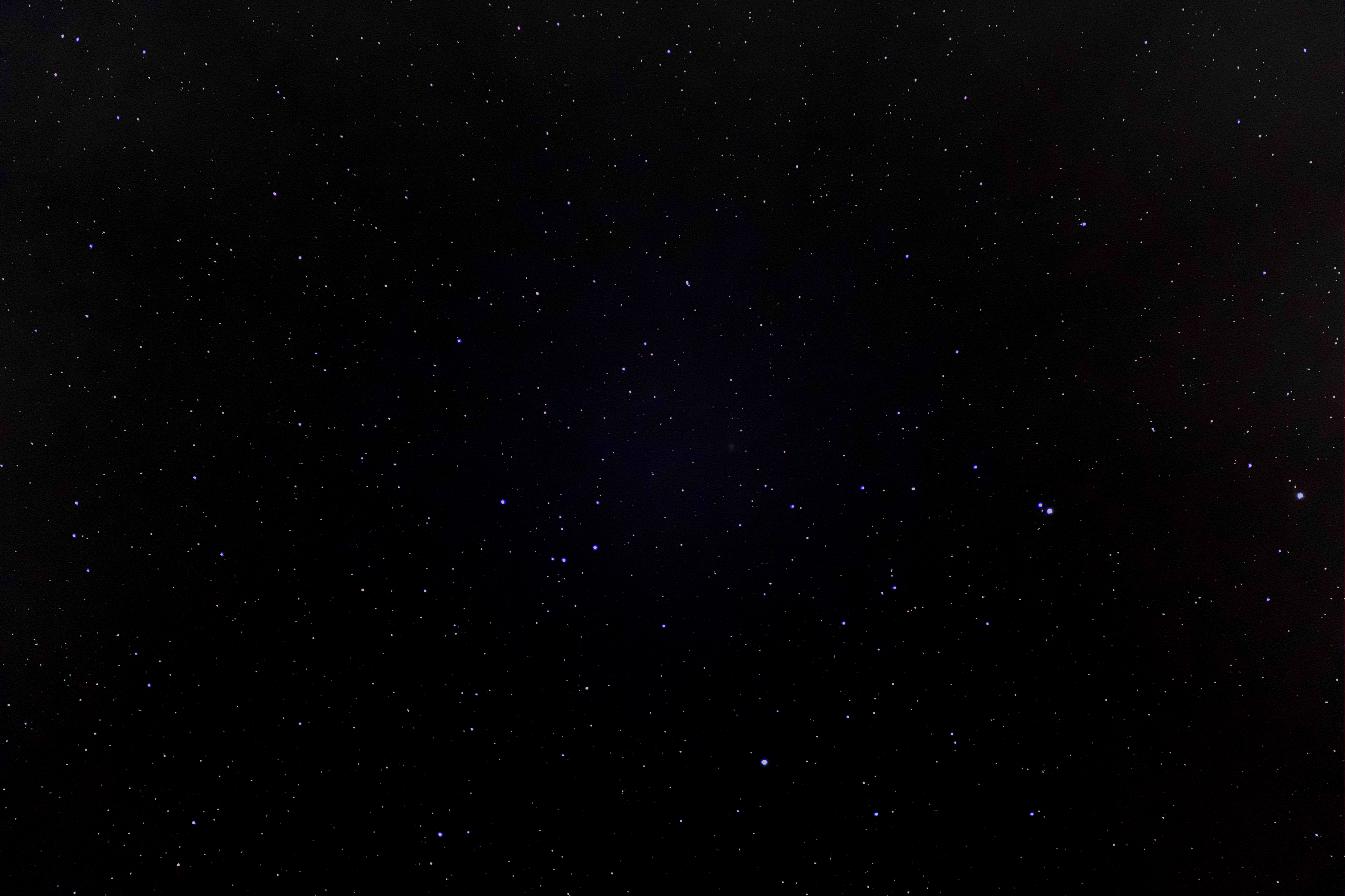
إزالة 50 في المئة من الضوء الشارد: جرى ضبط النصف الأغمق من الضوء الشارد على إنارة صفرية. لا يزال الجزء الأغمق من الضوء الأزرق الناجم عن تشتت رايلي مرئياً في وسط الصورة.
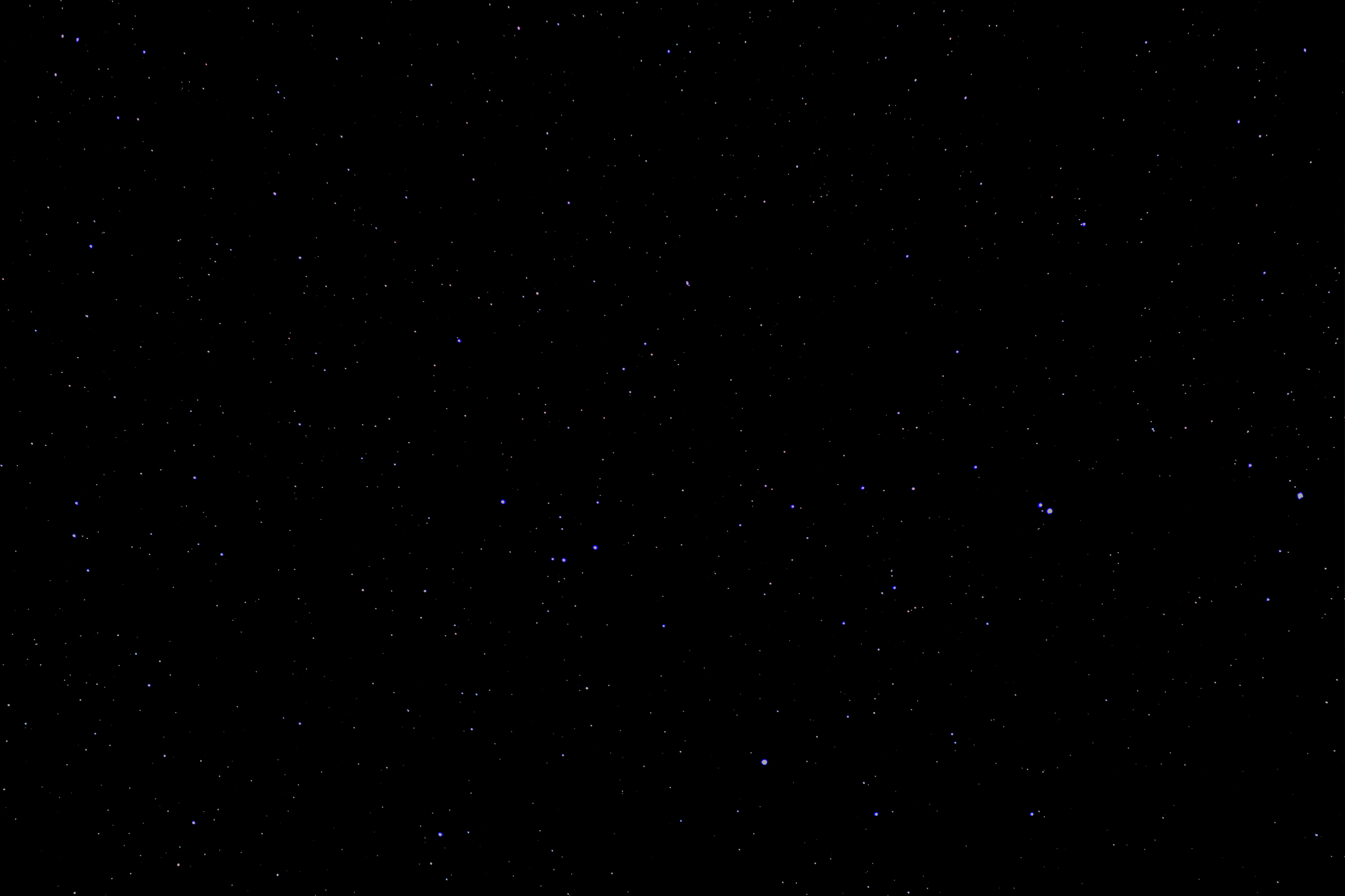
القضاء التام على الضوء الشارد: جرى ضبط جميع وحداتِ البكسل التي تعرض ضوءاً شارداً على إنارة صفرية، ولم يعد الضوء الباهت وثنائي البعد لمجرة Pinwheel مرئياً أيضاً.

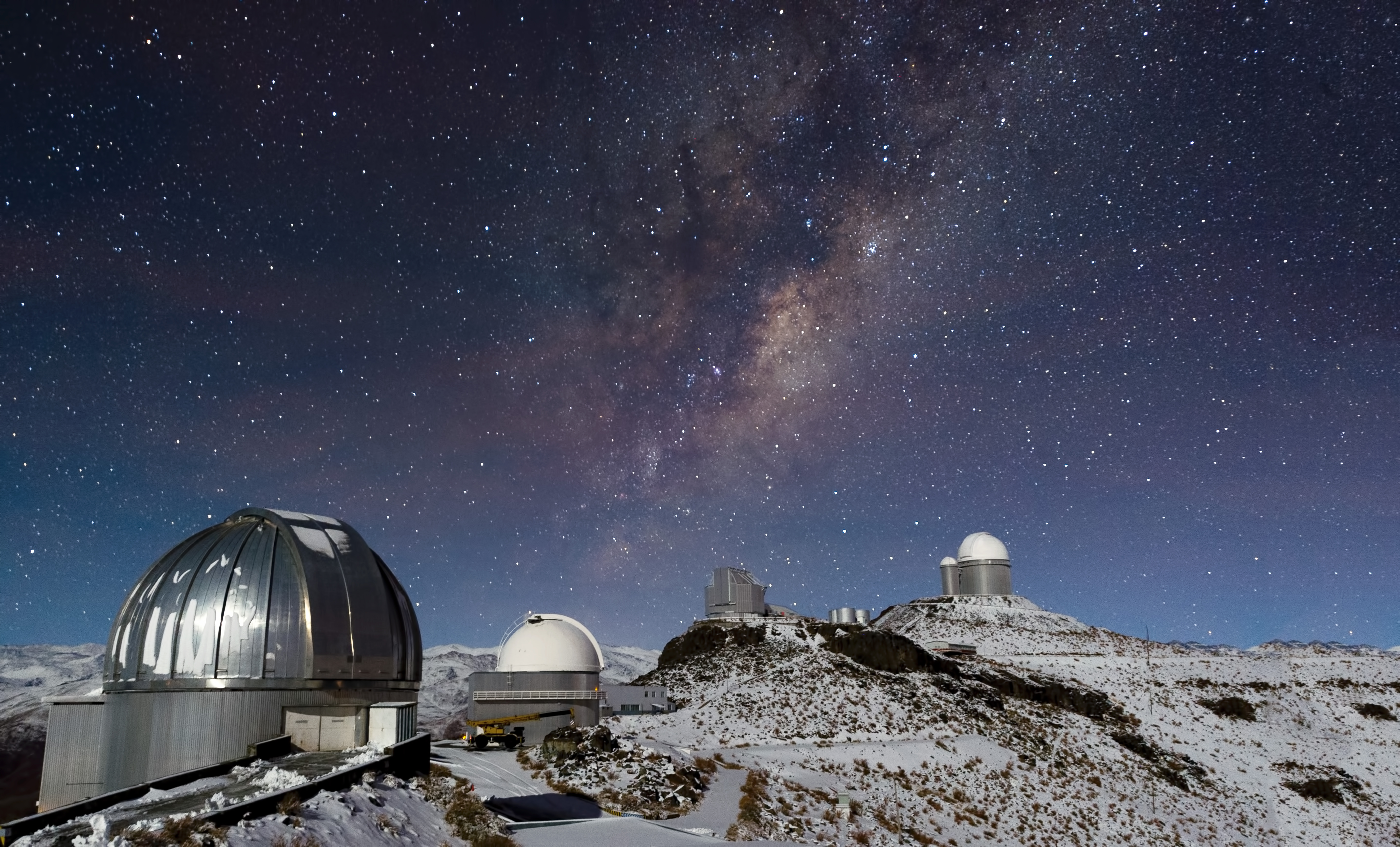
صحراء أتاكاما في شمال تشيلي بعيداً عن أي مدينةٍ، وسماء الليل -ثمة- شديدة السواد. تصوير خوسيه فرانسيسكو سالغادو.

يستخدم بعض الفلكيين «مرشحات السديم» ضيقة النطاق، والتي تسمح فقط بأطوال موجية محددة من الضوء تُشاهد عادةً في السدم، أو «مرشحات تلوث الضوء» ذات النطاق العريض، والتي تم تصميمها لتقليل (ولكن ليس القضاء على) تأثيرات «التلوث الضوئي» عن طريق التصفية من الخطوط الطيفية -التي تنبعث عادة من مصابيح الصوديوم وبخار الزئبق- مما يعزز التباين ويحسن رؤية الأجسام المعتمة مثل المجرات والسدم.
 لسوء الحظ فلاتر تقليل التلوث الضوئي (LPR) ليست علاجاً للتلوث الضوئي. تقلل مرشحات LPR من سطوع الكائن قيد الدراسة وتحد من استخدام تكبير أعلى. تعمل مرشحات LPR عن طريق منع الضوء من أطوال موجية معينة، مما يغير لون الكائن، وغالباً ما ينتج عنه شكل أخضر واضح. علاوةً على ذلك تعمل مرشحات LPR فقط على أنواع معينة من الكائنات (بشكلٍ أساسي السدم الانبعاثية) وهي قليلة الاستخدام في المجرات والنجوم. لايوجد مرشح يمكنه أن يضاهي فعالية سماءٍ مظلمةٍ للأغراض المرئية أو الفوتوغرافية.
يؤثر التلوث الضوئي على رؤية أجسام السماء المنتشرة مثل السدم والمجرات -أكثر من النجوم- بسبب انخفاض سطوع سطحها. جُعلت معظم هذه الأجسام غير مرئيةٍ في السماءِ شديدةِ التلوثِ بالضوءِ فوق المدن الكبرى. هناك طريقة بسيطة لتقدير ظلام الموقع وهي البحث عن درب التبانة (بالإنجليزية: Milky Way)، والتي تبدو في السماءِ المظلمةِ حقاً مشرقةً بدرجةٍ كافيةٍ لإلقاء ظلالها.

بالإضافة إلى الوهج السماوي يمكن أن يؤثر «تعدي الضوء» على الملاحظات عندما يدخل الضوء الاصطناعي مباشرةً إلى أنبوب المقراب (التلسكوب) وينعكس من الأسطح غير البصرية ليصل في النهاية إلى العدسة العينية. يتسبب هذا الشكل المباشر من التلوث الضوئي في توهج عبر مجال الرؤية مما يقلل من التباين. كما أن «تعدي الضوء» يجعل من الصعب على المراقب البصري أن يتكيف بشكل كافٍ مع الظلام. والتدابير المعتادة لتقليل هذا الوهج -عندما لايكون تقليل الضوء مباشرةً خياراً- تشمل تدفق أنبوب المقراب (التلسكوب) وملحقاته لتقليل الانعكاس، ووضع درع ضوئي (يمكن استخدامه أيضاً كدرع ندى) على المقراب لتقليل دخول الضوء من غير تلك الزوايا القريبة من الهدف. في ظل هذه الظروف، يفضل بعض علماء الفلك المراقبة تحت قطعةِ قماشٍ سوداءَ لضمان أقصى تكيفٍ مع الظلمة.

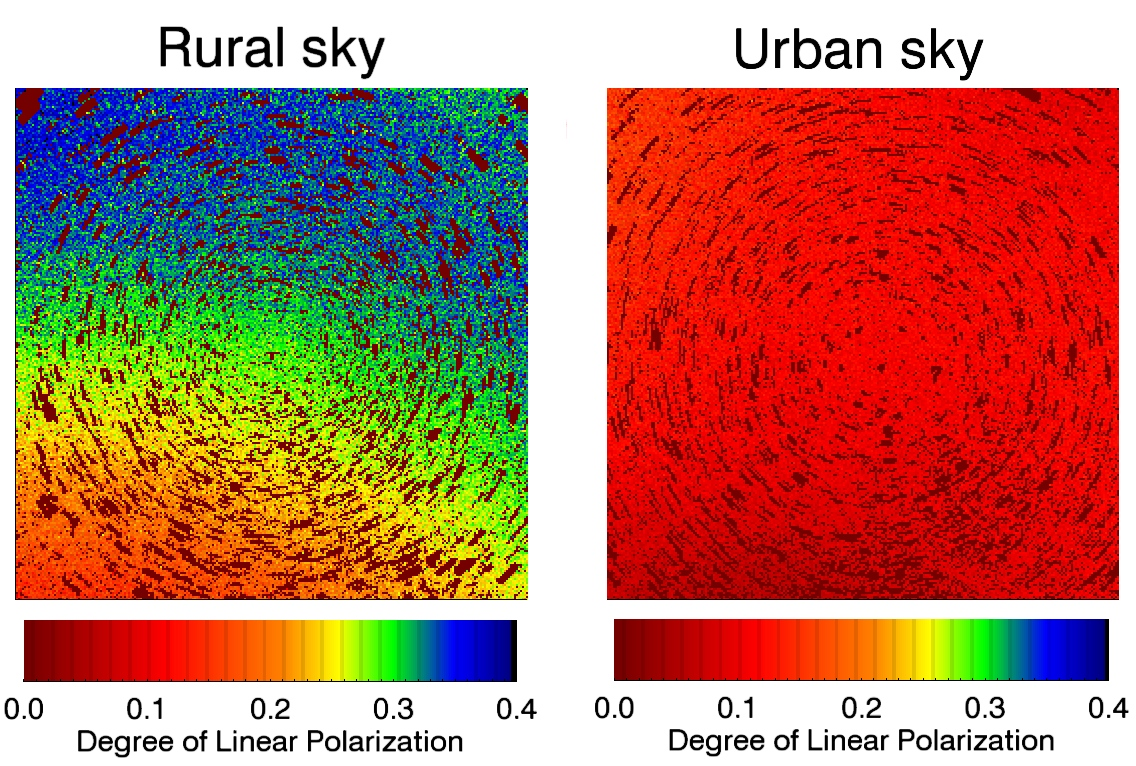
غالباً ما يكون التلوث الضوئي غير مستقطب، وتؤدي إضافته إلى ضوء القمر إلى انخفاض إشارة الاستقطاب.

### زيادة تلوث الغلاف الجوي
وجدت دراسة عُرضت في اجتماع «الاتحاد الجيوفيزيائي الأمريكي» في سان فرانسيسكو أن «التلوث الضوئي» يقضي على جذور النترات ويمنع -بناءً عليه- الحد الطبيعي من الضباب الدخاني الغلافجوي (بالإنجليزية: Atmospheric Smog) الناتج عن الأبخرة المنبعثة من السيارات والمصانع.

 قدم الدراسة «هارالد ستارك» من «الإدارة الوطنية للمحيطات والغلاف الجوي».

### الحد من استقطاب السماء الطبيعي
في الليل يقل استقطاب السماء المقمرة بشدةٍ في ظل وجود تلوثٍ ضوئي في المناطق الحضرية، لأن الضوء الحضري المتناثر ليس مستقطباً بقوة.
 لايمكن للبشر رؤية ضوء القمر المستقطب، ولكن يعتقد أن العديد من الحيوانات تستخدمه في الملاحة.

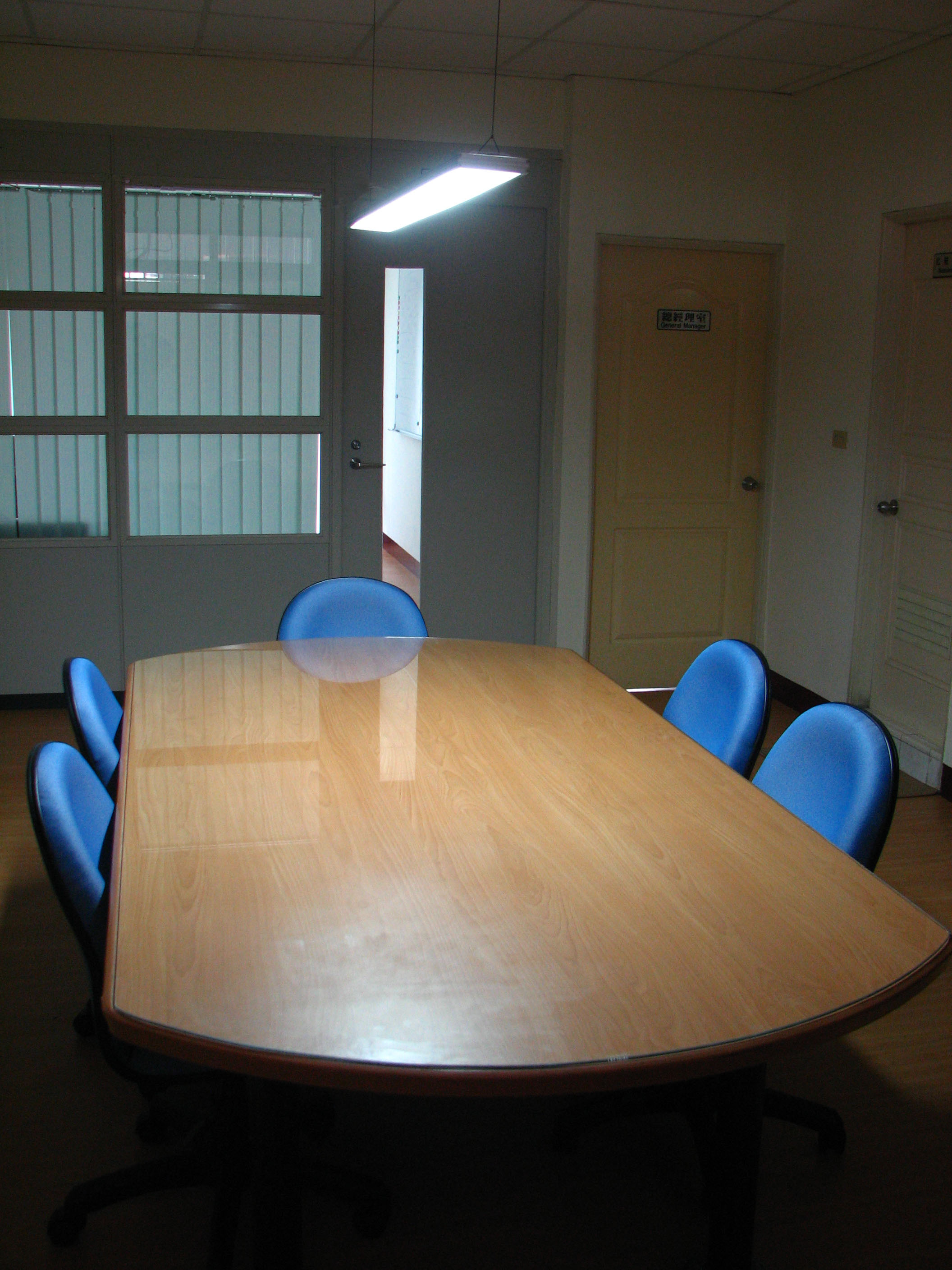
هذا النوع من مصابيح LED (الموفرة للطاقة) يمكن أن تقلل من التلوث الضوئي غير الضروري في المساحات الداخلية للمباني.

## تقليل
ينطوي الحد من «التلوث الضوئي» على العديد من الأشياء، مثل تقليل وهج السماء، وتقليل الوهج، وتقليل تعدي الضوء، وتقليل الفوضى. وبالتالي فإن أفضل طريقة للحد من «التلوث الضوئي» تعتمد على ماهية المشكلة بالضبط وفي أي حالة معينة. تشمل الحلول الممكنة ما يلي:
* استخدام مصادر الضوء ذات الحد الأدنى من الشدة اللازمة لتحقيق الغرض من الضوء.
* إطفاء الأنوار باستخدام مؤقت أو مستشعر إشغال أو يدوياً عند عدم الحاجة.
* تحسين تركيبات الإضاءة، بحيث يوجه الضوء بشكل أكثر دقة نحو المكان المطلوب، وبآثار جانبية أقل.
* تعديل نوع الأضواء المستخدمة بحيث تكون الموجات الضوئية المنبعثة هي تلك التي تقل احتمالية تسببها في مشاكل تلوث ضوئي شديدة. يعتبر الزئبق والهاليد المعدني وقبل كل شيء الجيل الأول من مصابيح LED ذات الضوء الأزرق أكثر تلويثاً من مصابيح الصوديوم: يتشتت الغلاف الجوي للأرض وينقل الضوء الأزرق بشكل أفضل من الضوء الأصفر أو الأحمر. إنها تجربة شائعة مراقبة «الوهج» و«الضباب» حول وأسفل مصابيح الطريق LED بمجرد زيادة رطوبة الهواء، بينما تكون مصابيح الصوديوم البرتقالية أقل عرضة لإظهار هذه الظاهرة.
* تقييم خطط الإضاءة الحالية، وإعادة تصميم بعض أو كل هذه الخطط اعتماداً على ما إذا كانت الإضاءة الحالية ضرورية بالفعل.

### تحسين تركيبات الإضاءة

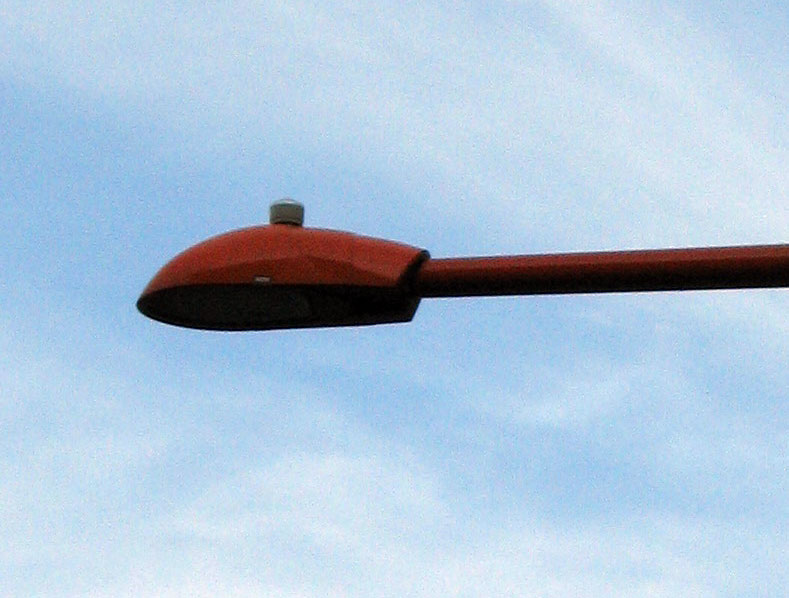
تعد "وحدة إنارة الكوبرا ذات العدسة المسطحة" Flat-lens -والتي هي عبارة عن تركيبٍ كامل القطع- فعالةً للغاية في الحد من "التلوث الضوئي". فهو يضمن توجيه الضوء أسفل المستوى الأفقي فقط، ما يعني كميةً أقل من الضوء تهدر بسبب توجيهه نحو الخارج والأعلى.

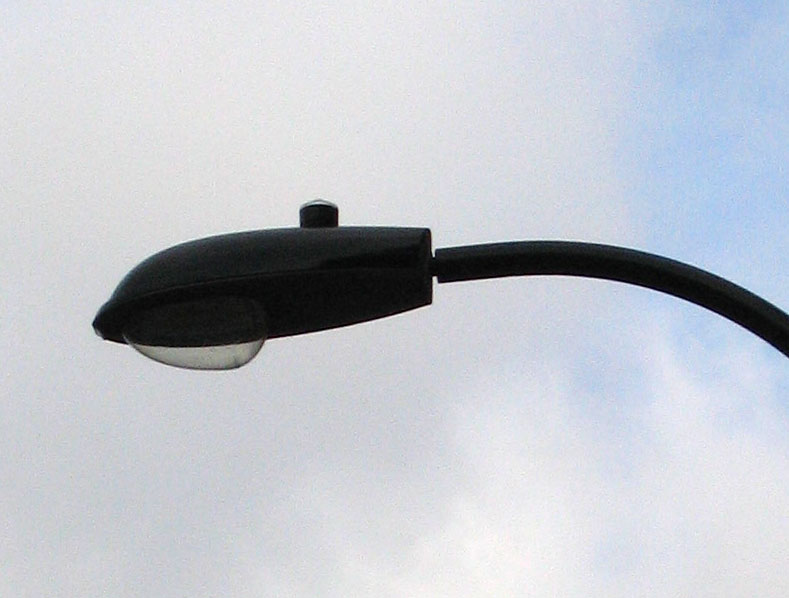
تسمح "وحدة إنارة الكوبرا ذات العدسة المسقطة" Drop-lens للضوء بالهروب من الجوانب وإلى الأعلى حيث قد يسبب مشاكل.

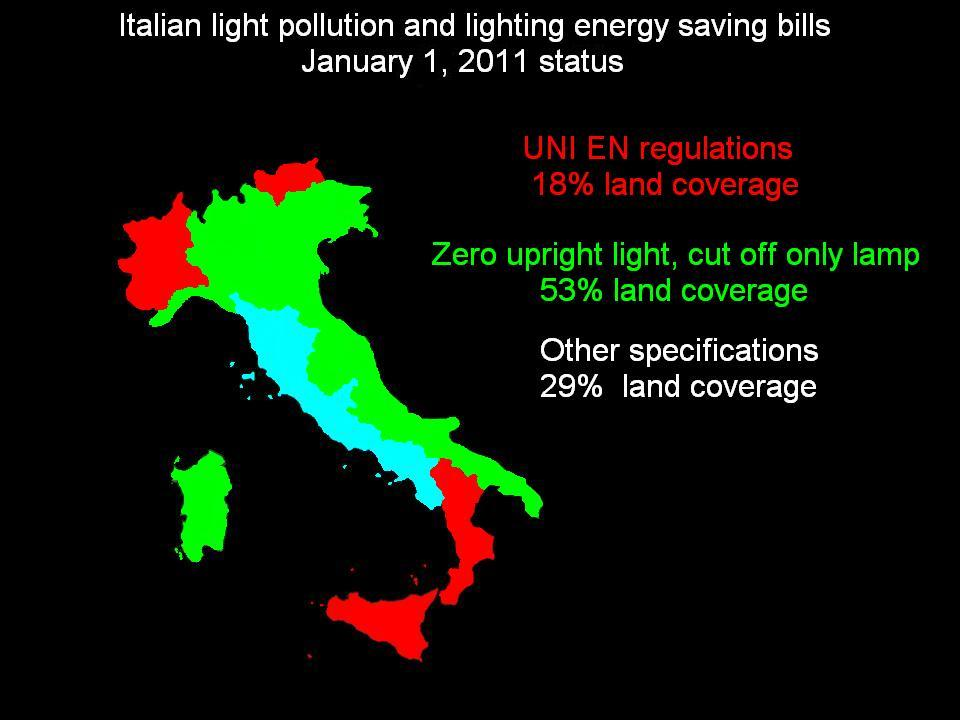
تتطلب غالبية المناطق الإيطالية "صفر ضوء صاعد"، وهو ما يعني عادةً استخدام مصابيح قاطعة كاملة من أجل فوانيس جديدة، ولكن الخروقات شائعة.

دعا معظم المدافعين عن استخدام تركيبات الإنارة المقطوعة بالكامل (بالإنجليزية: full cutoff fixtures) -قدر الإمكان- للحد من «التلوث الضوئي». يوصى أيضاً على العموم بتباعد الأضواء بشكلٍ مناسبٍ لتحقيق أقصى قدر من الكفاءة، وأن يتوافق عدد المصابيح المستخدمة بالإضافة إلى القوة الكهربائية لكل وحدة إنارة مع احتياجات التطبيق المعين (بناءً على معايير تصميم الإنارة المحلية).
أضحت تركيبات القطع الكاملة متاحةً لأول مرةٍ في عام 1959 مع إدخال تركيبات جنرال إلكتريك (M 100).

تقلل أداة القطع الكاملة -عند تثبيتها بشكل صحيح- من فرصة الضوء للهروب فوق المستوى الأفقي. قد يكون الضوء فوق الأفقي المنطلق -أحياناً- يضيء هدفاً مقصوداً، ولكنه غالباً لايخدم أي غرض، وعندما يدخل الغلاف الجوي يساهم هذا الضوء في توهج السماء. تدرس بعض الحكومات والمنظمات الآن -أو نفذت بالفعل- تركيباتِ قطعٍ كاملةً في مصابيح الشوارع وإضاءة الملاعب.
يساعد استخدام تركيبات القطع الكامل على تقليل وهج السماء عن طريق منع الضوء من الهروب فوق [المستوى] الأفقي. عادةً مايقلل القطع الكامل من رؤية المصباح والعاكس داخل المصباح، ووفقاً لذلك يجري تقليل تأثيرات الوهج أيضاً. يجادل المشاركون في الحملة كذلك بأن تركيبات القطع الكامل أكثر كفاءةً من التركيبات الأخرى، حيث يمكن بدلاً من ذلك توجيه الضوء -الذي كان من الممكن أن يتسرب إلى الغلاف الجوي- نحو الأرض [حيث يستفاد من الفيض الضوئي المنتشر إلى السماء يتوجيهه نحو الأرض]. ومع ذلك فقد تحبس تركيبات القطع الكامل أيضاً مزيداً من الضوءِ أكثر من الأنواع الأخرى من المصابيح [تصدر فيضاً أقل] بما يتوافق وكفاءة الإنارة المنخفضة، مما يشير إلى أنه قد يكون من الضروري إعادة النظر بتصميم بعض المصابيح.
يمكن أن يسمح استخدام تركيبات القطع الكاملة باستخدام مصابيحَ ذاتِ قوةٍ كهربائيةٍ منخفضةٍ في التركيبات، مما ينتج عنه التأثير نفسه أو -أحياناً- تأثيرٌ أفضلُ بالنظر إلى أنه يجري التحكم بها بعنايةٍ أكبر. في كل نظام إضاءةٍ ينتج بعضٌ من وهج السماء أيضاً ناتجٍ عن الضوءِ المنعكس من الأرض. مع ذلك يمكن تقليل هذا الانعكاس من خلال الحرص على استخدام أقل قوةٍ كهربائيةٍ ضروريةٍ للمصباح، وضبط التباعد بين الأضواء بشكلٍ مناسب.
 علاوةً على ذلك فالتأكيد على أن ارتداد الإنارةِ أكبر من 90 درجةً عن الأسطح ذات الانعكاس العالي يقلل من حدةِ انعكاسها.
يتمثل أحد الانتقاداتِ الشائعةِ لتركيبات الإضاءة المقطوعة بالكامل في أنها -في بعض الأحيان- لاتكون ممتعةً من الناحية الجمالية عند النظر إليها. يعود ذلك على الأرجح إلى عدم وجود سوق كبير على وجه التحديد لتركيبات القطع الكاملة، ولأن الناس عادةً مايرغبون في رؤية مصدر إضاءة. نظراً لخصوصية اتجاه الضوء فقد تتطلب -أحياناً- تركيبات القطع الكامل كذلك خبرةً في التثبيت لتحقيق أقصى قدر من التأثير.
كما جرى التشكيك أيضاً في فعالية استخدام مصابيح الطرق المقطوعة بالكامل لمكافحة «التلوث الضوئي». وفقاً للتحقيقات على التصميم يجب أن تكون وحدات الإنارة ذات التوزيعات المقطوعة الكاملة (على عكس القطع أو القطع شبه المقطوع، المقارنة هنا)
 أقرب معاً لتلبية مستوى الضوء نفسه، ومتطلبات التوحيد والوهج المحددة بواسطة (IESNA). عملت هذه المحاكاة على تحسين ارتفاع الأضواء وتباعدها مع تقييد التصميم العام لتلبية متطلبات (IESNA)، ثم مقارنة إجمالي استهلاك الإضاءة والطاقة في تصميمات وقدرات وحدات الإنارة المختلفة. كان أداء تصميمات القطع أفضل من تصميمات القطع الكامل، وكان أداء شبه القطع أفضل من القطع أو القطع الكامل. يشير هذا إلى أنه في تركيبات الطرق ربما يكون الإفراط في الإنارة أو التوحيد الضعيف الناتج عن تركيبات القطع الكامل أكثر ضرراً من الإضاءةِ المباشرةِ الناتجةِ عن [تركيب] عددٍ أقل من تركيبات القطع أو شبه المقطوعة. ولذلك يمكن تحسين الأداء العام للأنظمة الحالية عن طريق تقليل عدد وحدات الإنارة أكثر من التحول إلى تصاميم القطع الكامل.
وبالرغم من ذلك فإن استخدام تعريف بعض مشاريع القوانين الإيطالية الإقليمية للتلوث الضوئي (مثل «هو كل إشعاع للضوء الاصطناعي خارج مناطق الاختصاص وخاصةً صعداً نحو السماء») [يعني] أن تصاميم القطع الكامل فقط تمنع «التلوث الضوئي». في منطقة لومبارديا الإيطالية -حيث يُسمح فقط بتصميم القطع الكامل (بموجب قانون لومبارديا رقم 17/2000 الذي روجت له "Cielobuio" للتنسيق لحماية سماء الليل)- سُجلَ في عام 2007 أدنى استهلاكٍ للفرد من الطاقة للإضاءة العامة في إيطاليا. يفرض التشريع ذاته أيضاً حداً أدنى للتباعد بين مصابيح الشوارع يبلغ حوالي أربعة أضعاف ارتفاعها، لذا فمصابيح الشوارع المقطوعة بالكامل هي الحل الأفضل لتقليل كلٍّ من «التلوث الضوئي» واستهلاك الطاقة الكهربائية.

## ضبط أنواع مصادر الضوء
ثمة أنواع مختلفة من مصادر الضوء، لكل نوعٍ منها مجموعة من الخصائص التي تحدد مدى ملاءمتها لمهامَّ مختلفة. تتمثل الخصائص البارزة بشكلٍ خاصٍّ في الكفاءة وتوزيع الطاقة الطيفية (بالإنجليزية: spectral power). غالباً ما يجري اختيار مصادرَ إضاءةٍ غير مناسبةٍ لمهمةٍ ما إما بسبب الجهل بها وإما بسبب عدم توفر تقانةِ إضاءةٍ أكثرَ ملاءمةٍ حين جرى التثبيت. ولذلك غالباً ما تسهم مصادرً الضوءِ المختارةِ بشكلٍ سيئٍ في تلوثِ الضوءِ وإهدار الطاقة دونما داعٍ. ومن خلال تحديث مصادر الضوءِ بشكلٍ مناسبٍ غالباً ما يكون ممكناً تقليل استهلاكِ الطاقةِ والتأثيراتِ الملوِّثةِ مع تحسين الكفاءة والرؤية في الوقت عينه.
هذا مسردٌ مُجَدْوَلٌ لبعض أنواع مصادر الإنارة بترتيب كفاءةِ الطاقة في الجدول أدناه (الأرقام تقريبية قيم محفوظة)، وتتضمن تأثير توهج السماء المرئي بالنسبة لإضاءة (LPS).

| نوع مصدر الضوء                            | اللون                   | فعالية الإنارة بـ (لومينا لكل واط) | تأثير توهج السماء نسبةً إلى (LPS) |
| ----------------------------------------- | ----------------------- | ---------------------------------- | -------------------------------- |
| ضوء شارع LED (أبيض)                       | أبيض دافئ إلى أبيض بارد | 120                                | 4–8                              |
| ضوء صوديوم منخفض الضغط (LPS/SOX)          | أصفر / عنبري            | 110                                | 1.0                              |
| ضوء صوديوم عالي الضغط (HPS/SON)           | زهري / أبيض عنبري       | 90                                 | 2.4                              |
| هاليد معدني                               | أبيض دافئ إلى أبيض بارد | 70                                 | 4–8                              |
| ضوء ساطع                                  | أصفر / أبيض             | 8–25                               | 1.1                              |
| موفر للطاقة (LED) عنبري فوسفوري (PCA-LED) | عنبري                   |                                    | 2.4                              |

يطلب العديد من علماء الفلك من المجتمعات المجاورة استخدامَ مصابيح الصوديوم منخفضة الضغط أو مصباح (موفر الطاقة LED) فوسفيد الإنديوم الكهرماني والألومنيوم الغاليوم قدر الإمكان، لأن الطول الموجي الرئيسي المنبعث سهل نسبياً للعمل أو ترشيحه في حالات نادرة.
 تعتبر التكلفة المنخفضة لتشغيل مصابيح الصوديوم ميزة أخرى. في عام 1980 -على سبيل المثال- استبدلت مدينة سان خوسيه - كاليفورنيا مصابيح الصوديوم ذات الضغط المنخفض بجميع مصابيح الشوارع، وهي يسهل على مرصد ليك القريب ترشيح ضوئها. توجد برامج مماثلة الآن في ولايتي أريزونا وهاواي. تتمتع مصادر الضوء الأصفر هذه أيضاً بتأثير بصري أقل للتوهج السماوي،
 ما يعني تقليل سطوع السماء المرئي وتحسين رؤية النجوم للجميع.
عيوب إضاءة الصوديوم منخفضة الضغط في أن التركيبات يجب أن تكون -عادةً- أكبر من التركيبات المنافسة، ولايمكن تمييز هذا اللون بسبب أنه ينبعث منه -بشكلٍ أساسي- طول موجي واحد من الضوء (انظر الإضاءة الأمنية). نظراً للحجم الكبير للمصباح -خاصة في الاستطاعات الكهربائية العالية مثل 135 واط و 180 واط- فإن التحكم في انبعاثات الضوء من مصابيح الصوديوم ذات الضغط المنخفض يكون أكثر صعوبة. بالنسبة إلى التطبيقات التي تتطلب اتجاهاً أكثر دقة للضوء (مثل الطرق الضيقة) يجري تقليل ميزة فعالية المصباح الأصلية لهذا النوع من المصابيح وقد تُفقد تماماً مقارنةً بمصابيح الصوديوم عالية الضغط. تنشأ المزاعم القائلة بأن هذا يؤدي أيضاً إلى كمياتٍ أكبر من «التلوث الضوئي» من الإناراتِ التي تشغل هذه المصابيح -بشكلٍ أساسي- لأن المصابيح القديمة ذات التدريع الضعيف لاتزال مستخدمة على نطاق واسع في المملكة المتحدة وفي بعض المواقع الأخرى. تحافظ تركيبات الصوديوم الحديثة منخفضة الضغط -مع بصرياتٍ أفضل وتدريعٍ كاملٍ وتأثيرات توهج السماء المنخفضةِ للضوءِ الأصفر- تحافظ على ميزة الفعالية المضيئة للصوديوم منخفض الضغط وتؤدي في معظم الحالات إلى استهلاكٍ أقل للطاقة و«تلوث ضوئي» أقل وضوحاً. لسوء الحظ بسبب استمرار نقص المعلومات الدقيقة
 يواصل العديد من المتخصصين في الإنارة الاستخفاف بالصوديوم منخفض الضغط، مما يساهم في انخفاض تقبله ومواصفاته في معايير الإضاءة وبالتالي استخدامه. ثمة عيبٌ آخر لمصابيح الصوديوم ذات الضغط المنخفض وهو أن بعضهم يجد الضوء الأصفر المميز لها مزعجاً للغاية من الناحية الجمالية.
بسبب زيادة حساسية العين البشرية للأطوال الموجية الزرقاء والخضراء عند مشاهدة الإضاءة المنخفضة (بالإنجليزية: Purkinje Effect) في سماء الليل تنتج المصادر المختلفة كمياتٍ مختلفةٍ بشكلٍ كبيرٍ من الوهج السماوي المرئي من كمية الضوء نفسها المبثوثةِ إلى الغلاف الجوي.

## إعادة تصميم خطط الإنارة
في بعض الحالات حدد تقييم الخطط الحالية أن خطط الإنارة الأكثر كفاءةً ممكنة. على سبيل المثال يمكن تقليل «التلوث الضوئي» عن طريق إطفاء الأضواء الخارجية غير الضرورية، وإضاءة الملاعب عندما يكون هناك أشخاص بالداخل فقط. للمؤقتات قيمة خاصة لهذا الغرض. بدأت إحدى أولى الجهود التشريعية المنسقة في العالم للحد من التأثير السلبي لهذا التلوث على البيئة في «فلاغستاف» (بالإنجليزية: Flagstaff) - أريزونا في الولايات المتحدة، حيث هنالك أكثر من ثلاثة عقود من تطوير القانون، بدعم كاملٍ من السكان
 وغالباً بدعم من السلطات،  مع دعاة المجتمع،
 وبمساعدة المراصد المحلية الرئيسية،
 بما في ذلك محطة «فلاغستاف» للرصد البحري الأمريكية. يساعد كل طرفٍ بذكاءٍ على تثقيف وحماية وإنفاذ الضرورات لتقليل «التلوث الضوئي» الضار.
يمكن رؤية أحد الأمثلة على تقييم خطة الإنارة في تقرير صدر بتكليفٍ من مكتب نائب رئيس الوزراء في المملكة المتحدة، وهو متاح الآن من خلال إدارة المجتمعات والحكومة المحلية.
 يوضح التقرير بالتفصيل خطة سيجري تنفيذها في جميع أنحاء المملكة المتحدة لتصميم مخططات الإنارة في الريف مع التركيز بشكل خاص على الحفاظ على البيئة.
في مثال آخر استبدلت مدينة كالجاري (بالإنجليزية: Calgary) - [كندا] مؤخراً معظم مصابيح الشوارع السكنية بنماذجَ ذات كفاءةٍ في استخدام الطاقة بشكل نسبي.
 والدافع -في المقام الأول- هو تكلفة التشغيل والحفاظ على البيئة، ومن المتوقع استعادة تكاليف التركيب من خلال توفير الطاقة في غضون ستّ إلى سبع سنوات.
تستخدم «الوكالة السويسرية لكفاءة الطاقة» (اختصاراً SAFE) مفهوماً يعد بأن يكون ذا فائدةٍ كبيرةٍ في تشخيص إنارة الطرق وتصميمها، إنه «consommation électrique spécifique (اختصاراً CES)» والذي تمكن ترجمته إلى اللغة الإنجليزية على أنه «استهلاك محدد للطاقة الكهربائية» (اختصاراً SEC)
 وبناءً عليه -وفقاً لمستويات الإنارة المرصودة في مجموعةٍ واسعةٍ من المدن السويسرية- حددت وكالة SAFE القيم المستهدفة لاستهلاك الطاقة الكهربائية لكل مترٍ للطرقات من مختلف الفئات. وبالتالي توصي SAFE حالياً بـSEC من 2 إلى 3 واط لكل متر للطرق التي يقل عرضها عن عشرة أمتار (ومن أربعة إلى ستة للطرق الأوسع نطاقاً). يوفر مثل هذا الإجراء تقييداً سهل التطبيق لحماية البيئة على «المعايير» التقليدية التي عادةً ما تستند إلى توصيات اهتمامات تصنيع الإضاءة والتي بدورها قد لاتأخذ في الاعتبار المعايير البيئية. على ضوء التقدم المستمر في تقانة (تكنولوجيا) الإنارة فستحتاج قيم SEC المستهدفة إلى المراجعة الدورية مع تقدم الوقت.

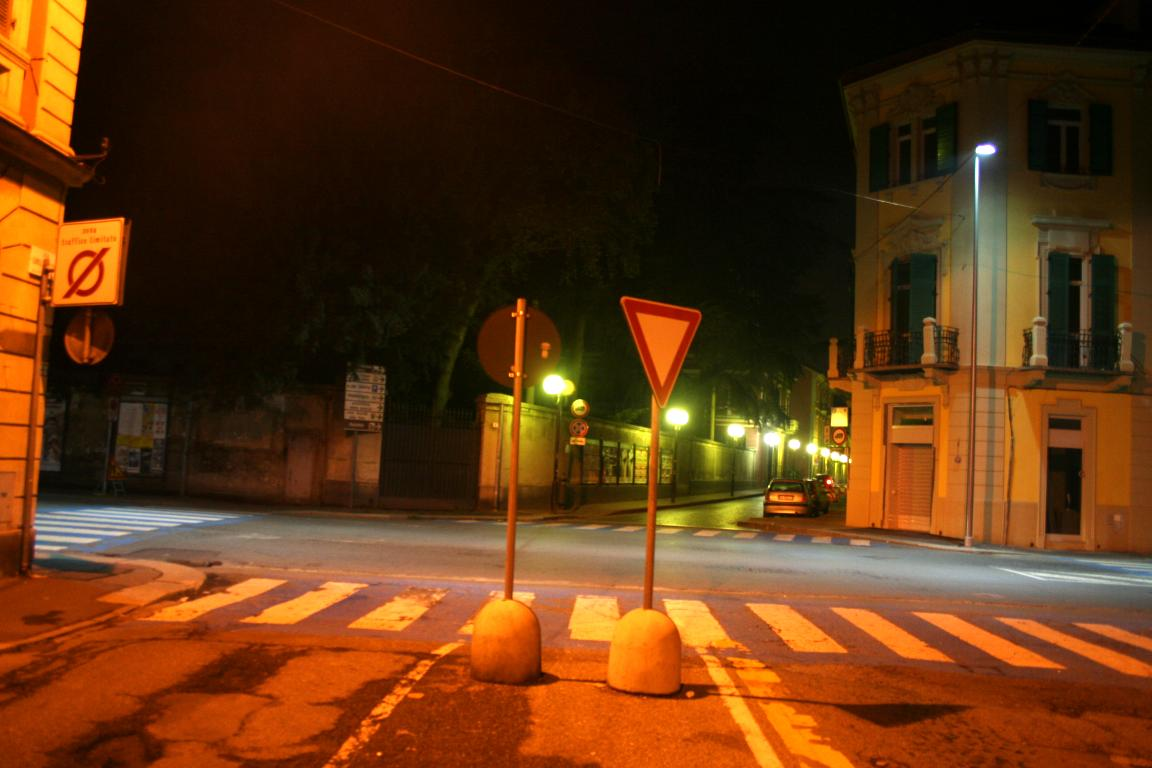
مفترق طرق في "أليساندريا" Alessandria - إيطاليا: الإنارة المزودة بمصابيح زئبقية في الخلفية، وأضواء الشوارع LED في المنتصف، والإنارة المزودة بمصابيح الصوديوم عالية الضغط في المقدمة.

جرى وصف طريقةٍ أحدثَ للتنبؤ وقياس الجوانب المختلفة للتلوث الضوئي في مجلة «بحوث الإنارة والتقانة» (بالإنجليزية: Lighting Research & Technology) (سبتمبر/أيلول 2008). طور العلماء في مركز أبحاث الإنارة التابع لمعهد Rensselaer Polytechnic طريقة شاملة تسمى أداء إنارة الموقع الخارجي (اختصاراً OSP)، والتي تتيح للمستخدمين تحديد أداء تصميمات وتطبيقات الإضاءة الحالية والمخطط لها، وبناءً عليه تحسينها لتقليل الضوء المفرط أو الاقتحامي لحدود الممتلكات. يمكن لمهندسي الإنارة استخدام بروتوكول OSP على الفور ولا سيما للتحقيق في التوهج والتعدي (تحليلات الوهج أكثر تعقيداً في الأداء والبرامج التجارية الحالية لاتسمح بها بسهولةٍ)، ويمكن أن تساعد المستخدمين في المقارنة بين العديد من بدائل تصميم الإضاءة للموقع ذاته.

وفي محاولة للحد من «التلوث الضوئي» عمل الباحثون على تطوير «نظام موحد للقياس الضوئي»، وهو طريقة لقياس مقدار إنارة الشوارع المطلوبة أو نوعها. يسمح «النظام الموحد للقياس الضوئي» بتصميم تركيبات الإضاءة لتقليل استخدام الطاقة مع الحفاظ على تصورات الرؤية والسلامة والأمن أو تحسينها.
 كانت هناك حاجة لإنشاء نظام جديد لقياس الضوء في الليل، لأن الطريقة البيولوجية التي تعالج بها قضبان العين ومخاريطها الضوءَ تختلف في ظروف الليل عن ظروف النهار. باستخدام هذا النظام الجديد للقياس الضوئي أوضحت نتائج الدراسات الحديثة أن الاستبدال بمصابيح الصوديوم التقليدية ذات الضغط العالي (HPS) بمصادر الضوء الأبيض «الباردة» -مثل مصابيح التحريض، أو الفلورسنت، أو الهاليد من معدن السيراميك، أو الموفرة للطاقة LED يمكن أن يقلل -في الواقع- مقدار الطاقة الكهربائية المستخدمة للإنارة مع الحفاظ على الرؤية أو تحسينها في ظروف الليل.

ستطلق «اللجنة الدولية للإضاءة» -والمعروفة أيضاً باسم CIE من عنوانها الفرنسي "la Commission Internationale de l'Eclairage" - قريباً شكلها الخاص من القياس الضوئي الموحد للإنارة الخارجية.

## معرض الصور

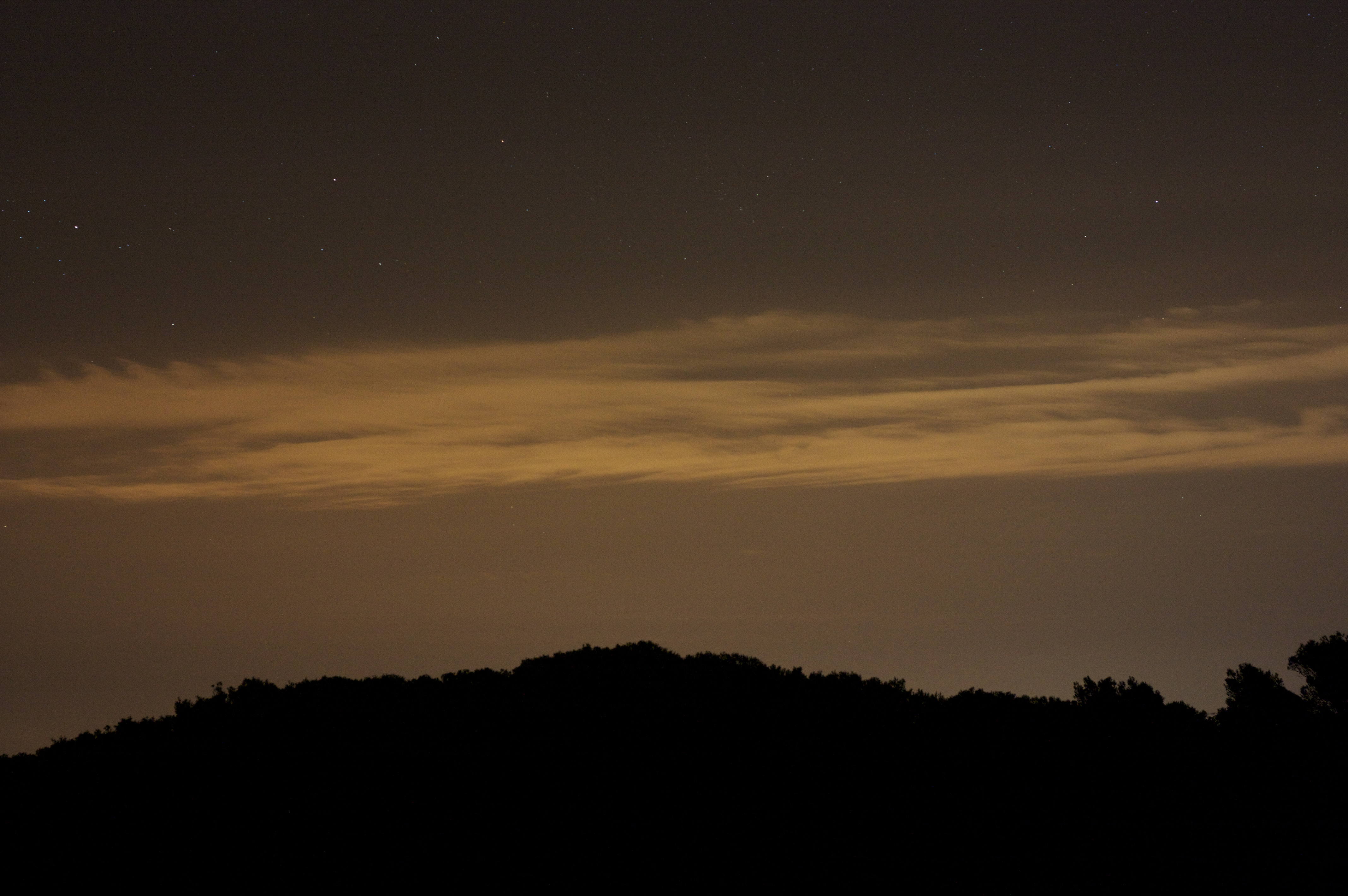
التلوث الضوئي (10/4/2010).
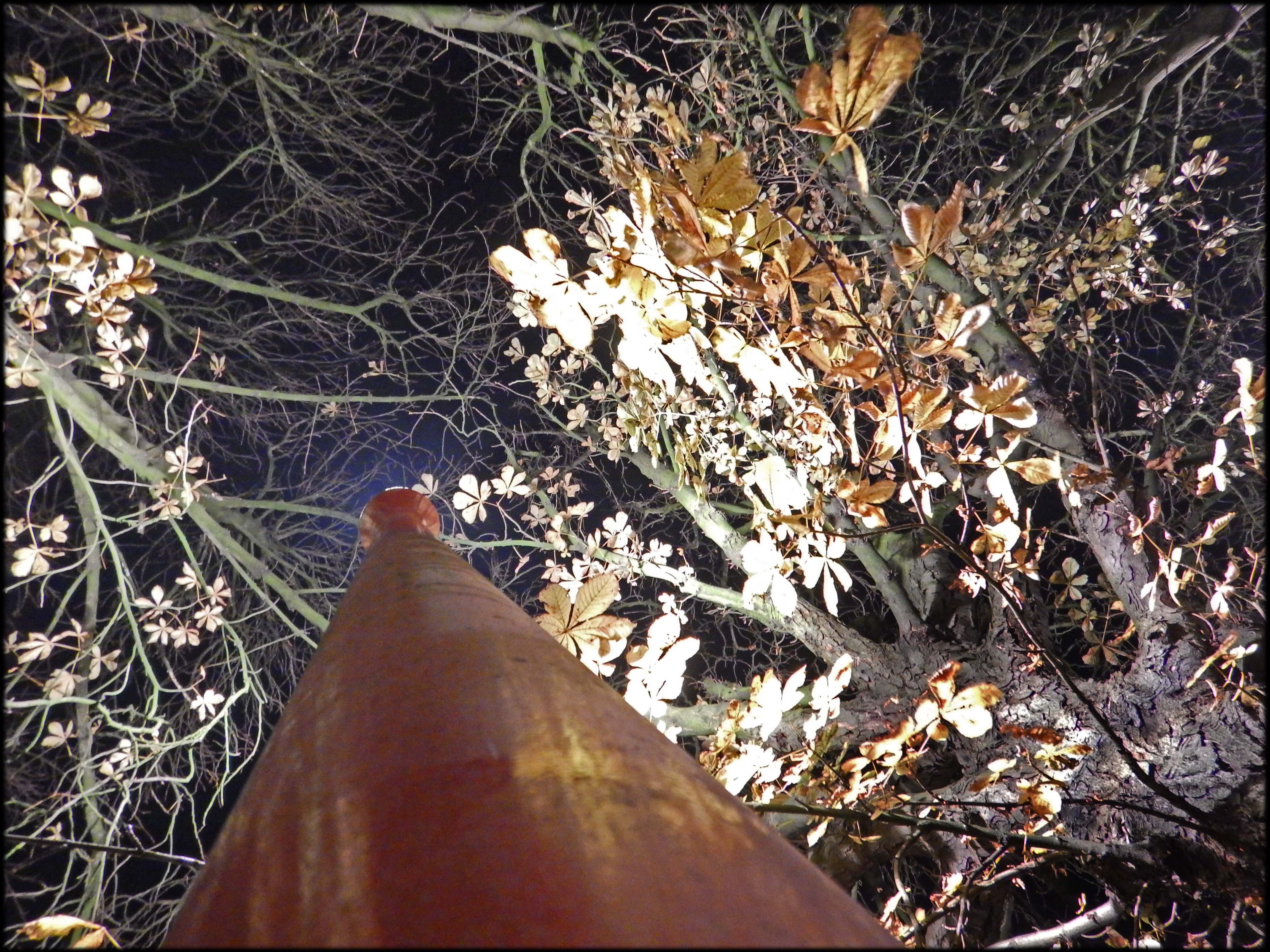
تأثير التلوث الضوئي" على الأشجار الحضرية والأوراق الميتة.
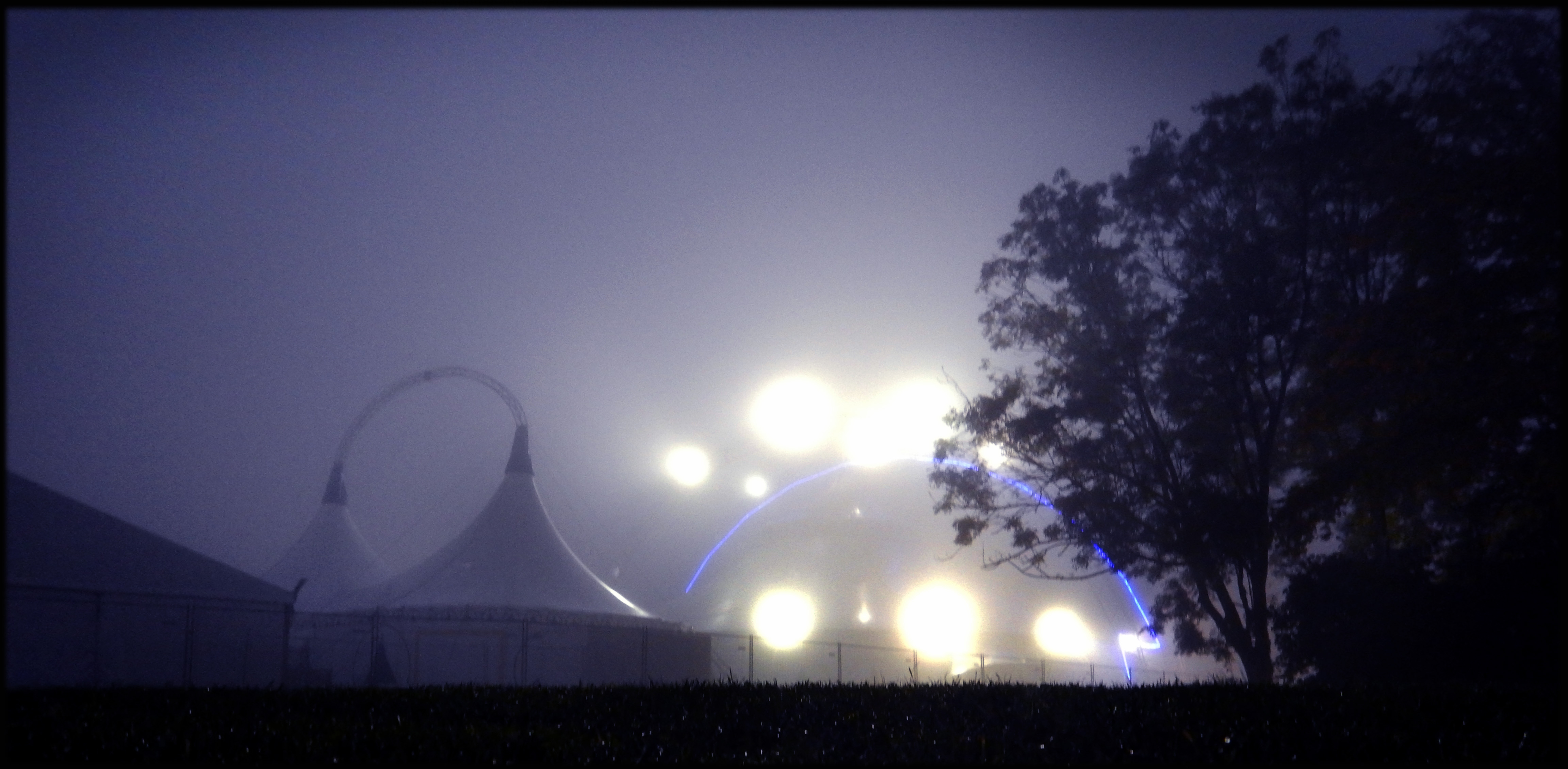
سيرك مدينة ليل "Bois de la Citadelle" - فرنسا. (27/11/2016).
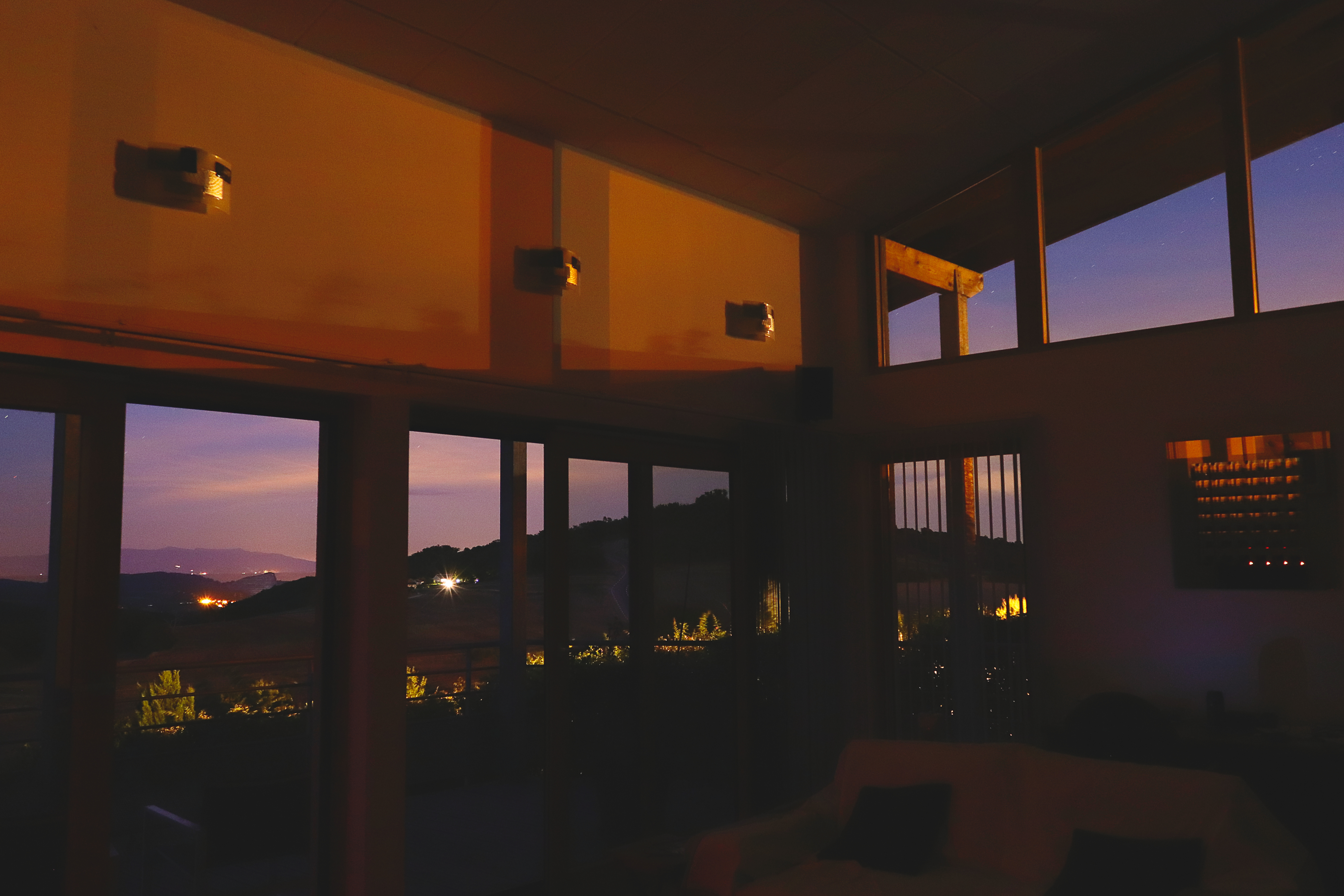
داخل معتم مع تلوث ضوئي خارجي (14/8/2020).
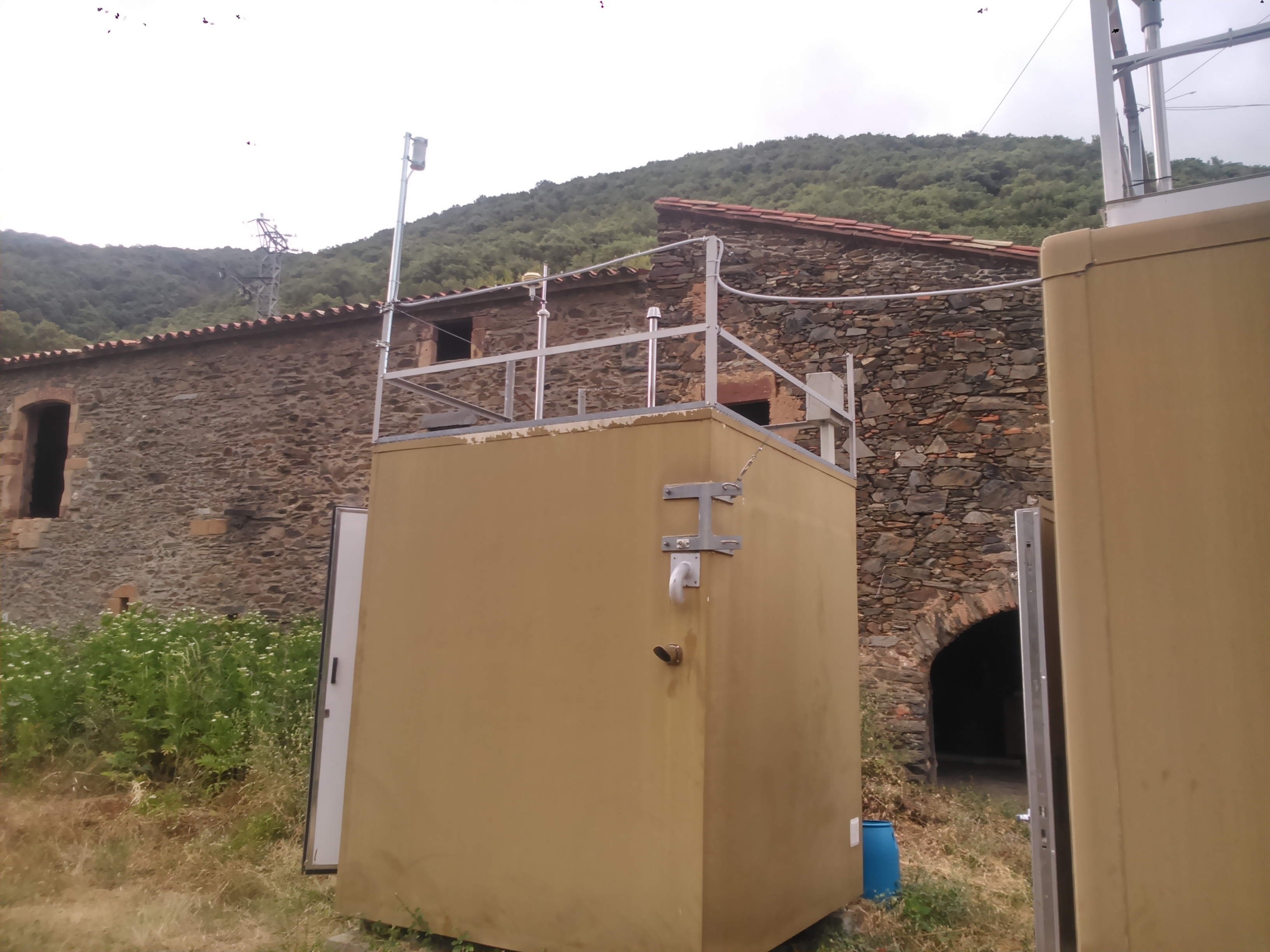
محطة لقياس "التلوث الضوئي". قطالونيا - إسبانيا. (13/7/2016).
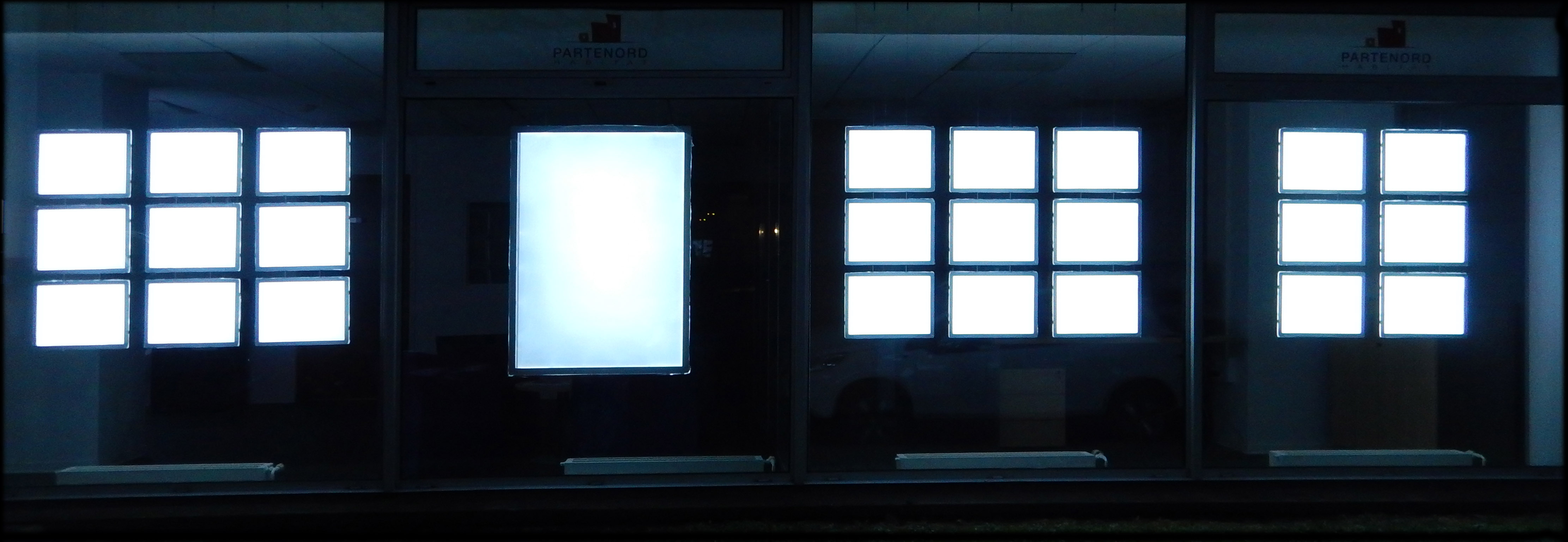
"أبواب ملصقات مضيئة في ليدز" - ليل، فرنسا (13/12/2016).
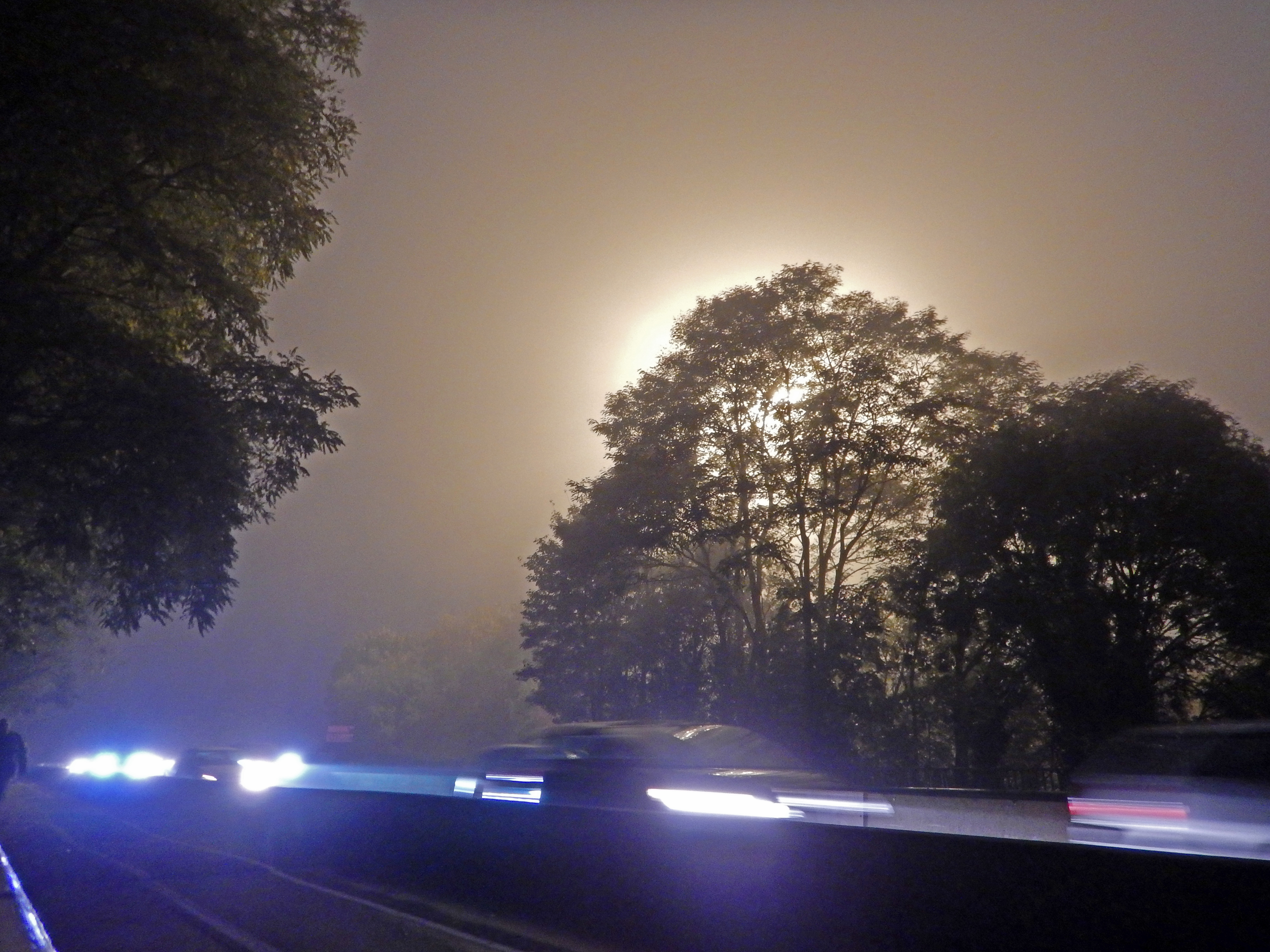
هالة ضوء الليل في الضباب. جميع المصابيح الموجودة على هذا الصاري مضاءة كل ليلة على مدار السنة مما يوفر إضاءة مكثفة للغاية، ومصدراً للوهج والتلوث الضوئي. مصدر الضوء المرئي هنا بين الأشجار هو واحد من اثنين من أعمدة الإنارة الكبيرة على طريق ليل الدائري بالقرب من قفل Grand Carré على ضفاف Basse-Deûle. فرنسا (27/10/2016).
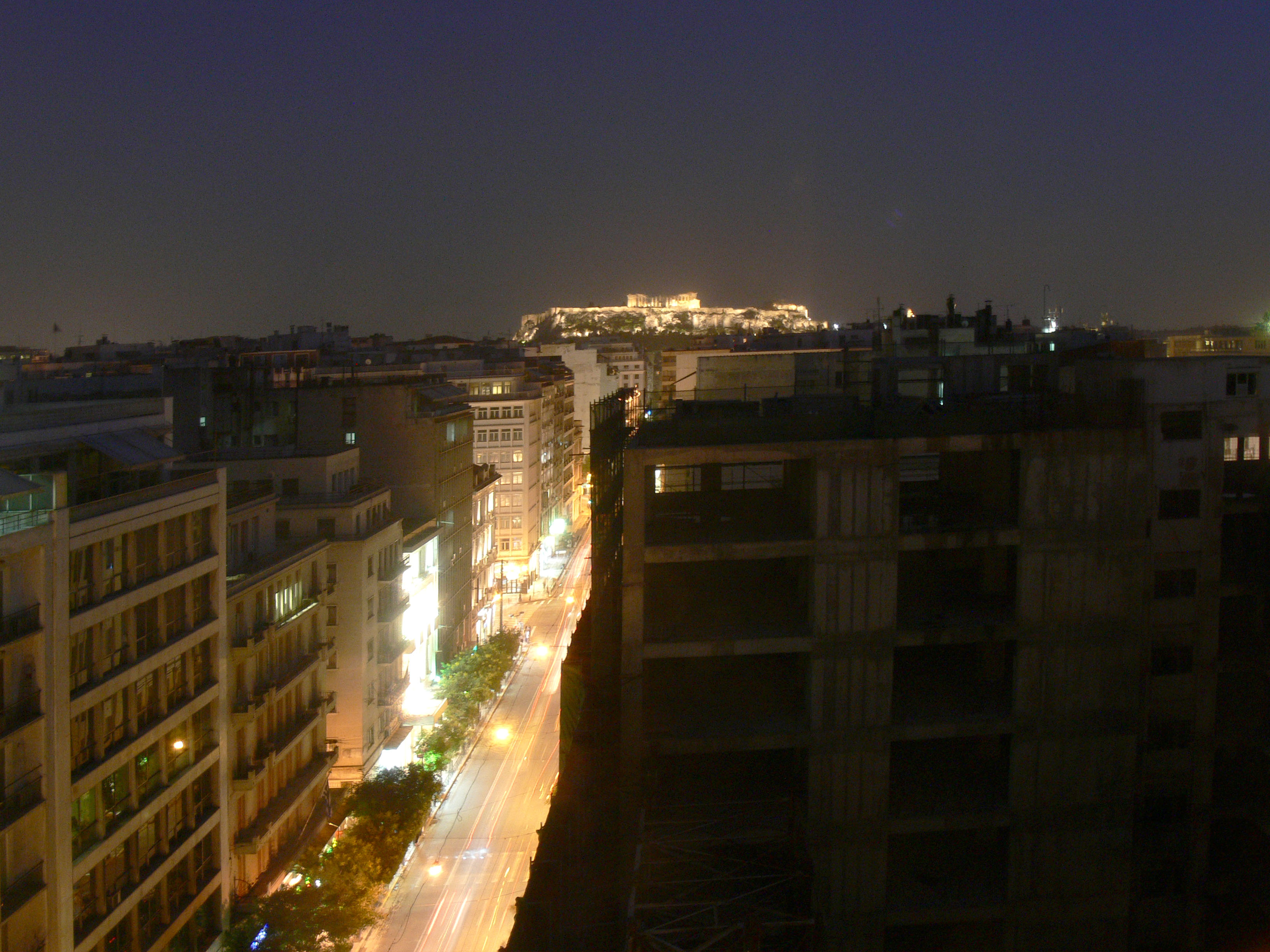
الأكروبوليس-أثينا، اليونان (5/6/2007).
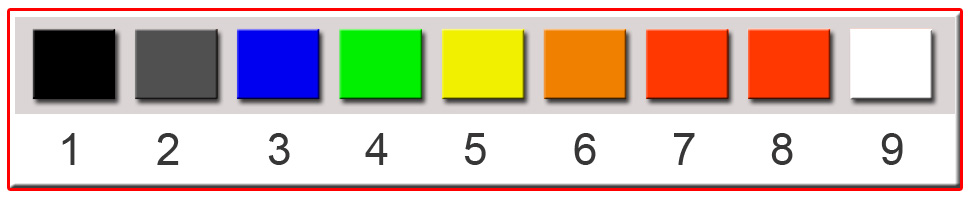
مقياس بورتل "Bortle scale"
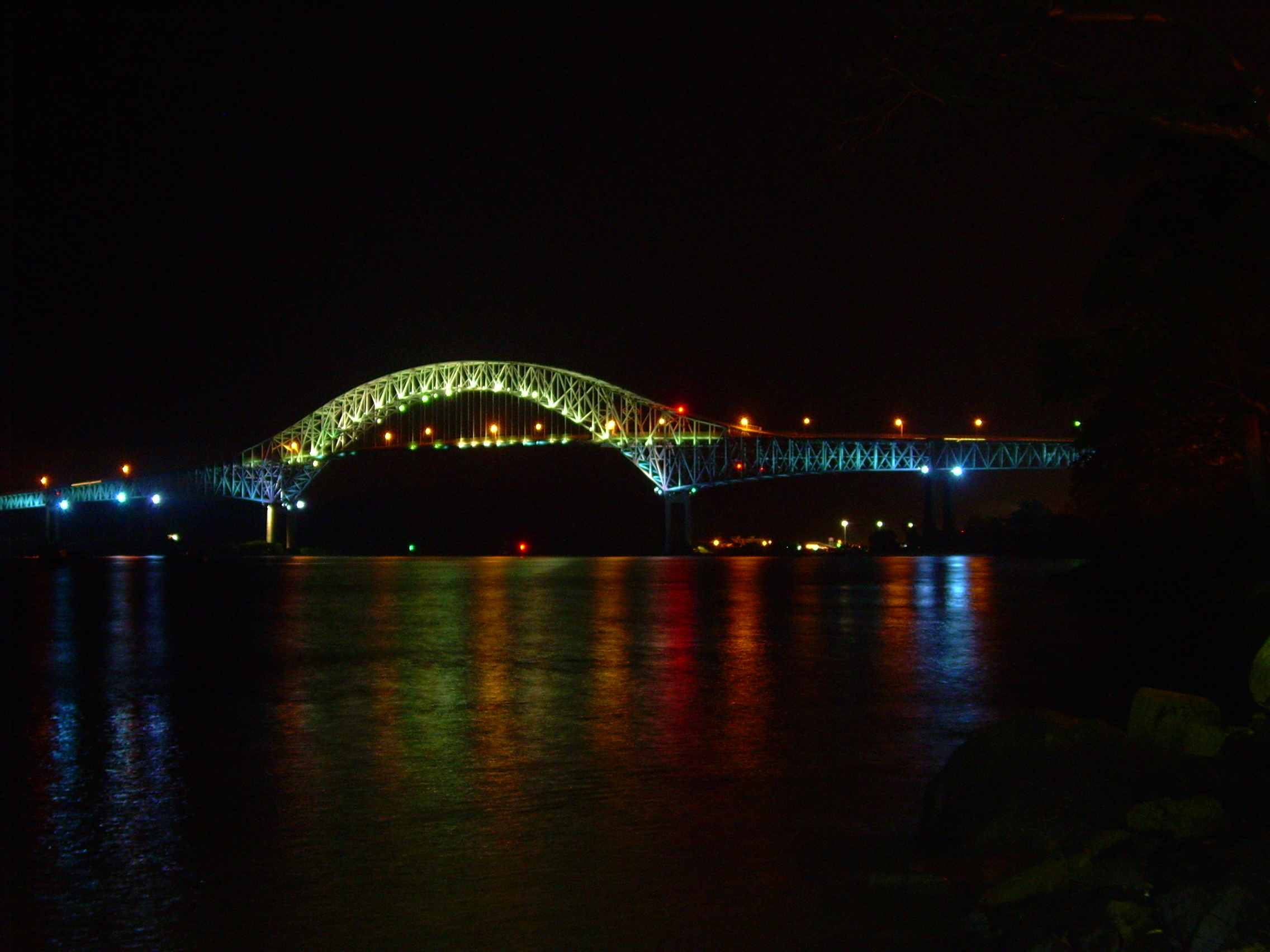
جسر الأمريكتين في الليل (7/7/2007).
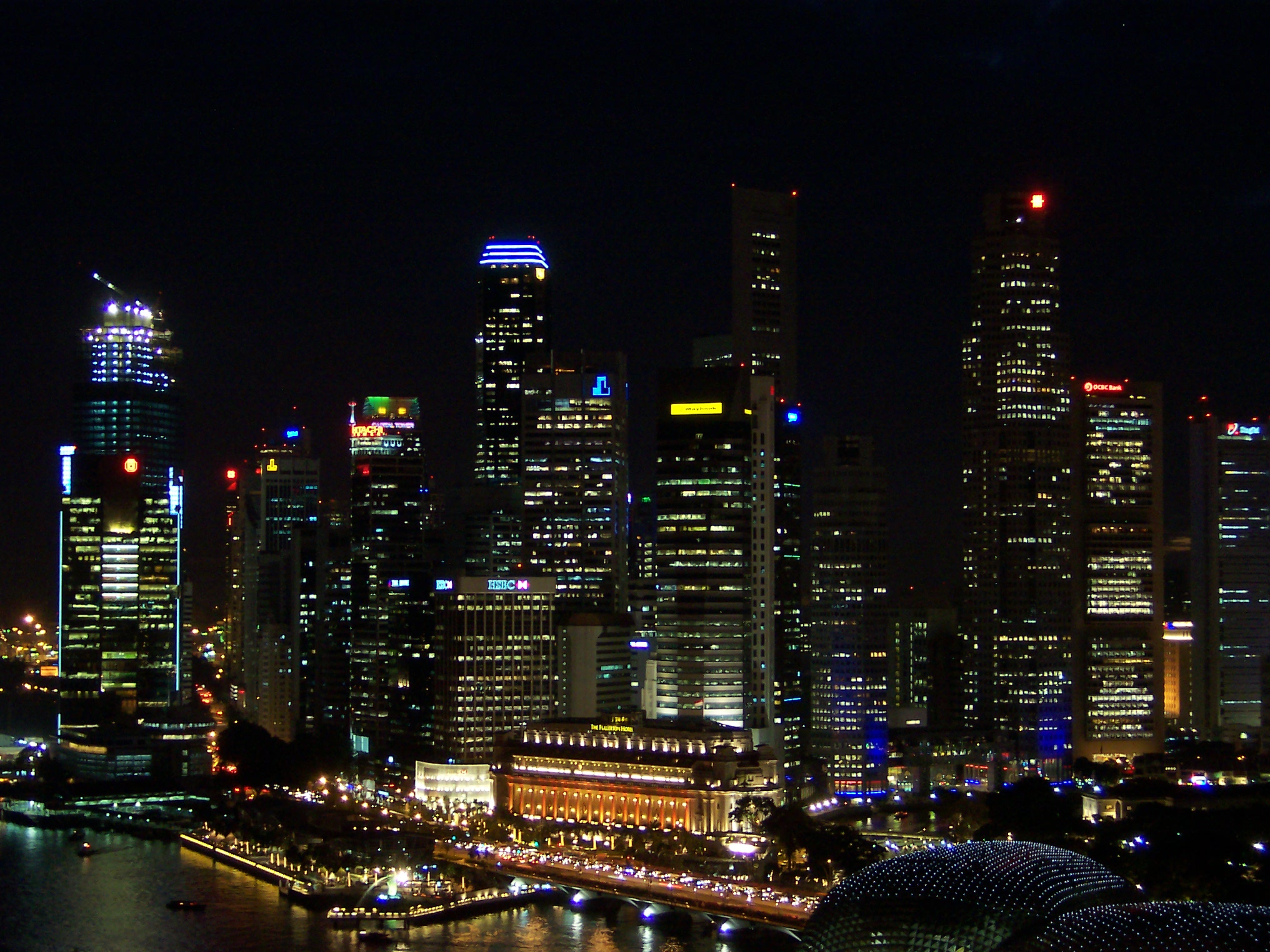
سنغافورة في الليل (6/4/2007).
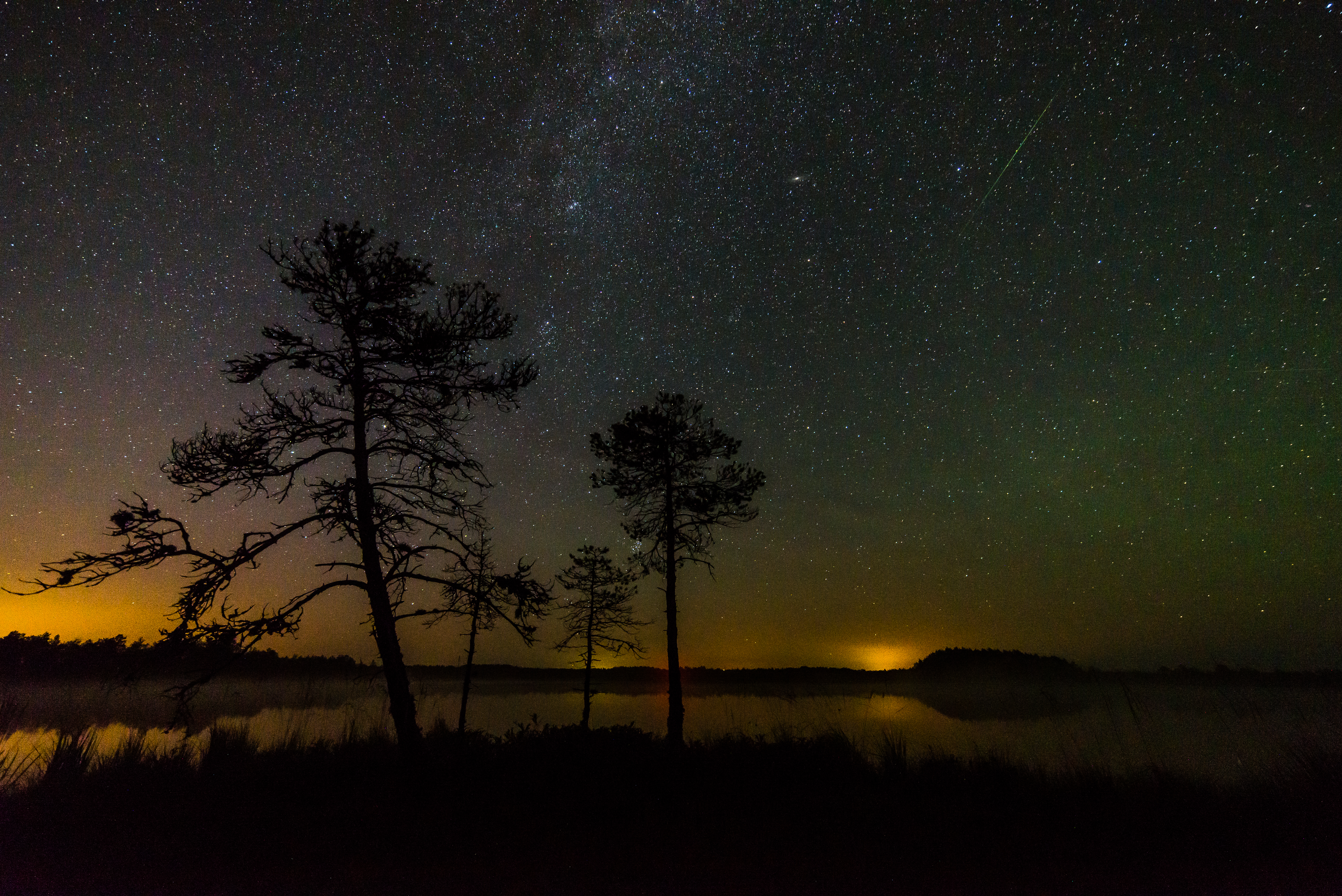
البحث عن الشهب: في الصورة شهاب واحد ومجرتا درب التبانة والمرأة المسلسلة (أندروميدا) وتلوث ضوئي في الأفق - بحيرة لوهاسو، إستونيا (12/8/2015).
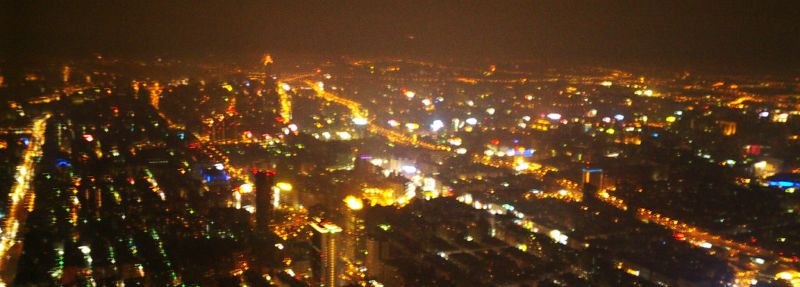
تايبه في الليل (6/5/2006).
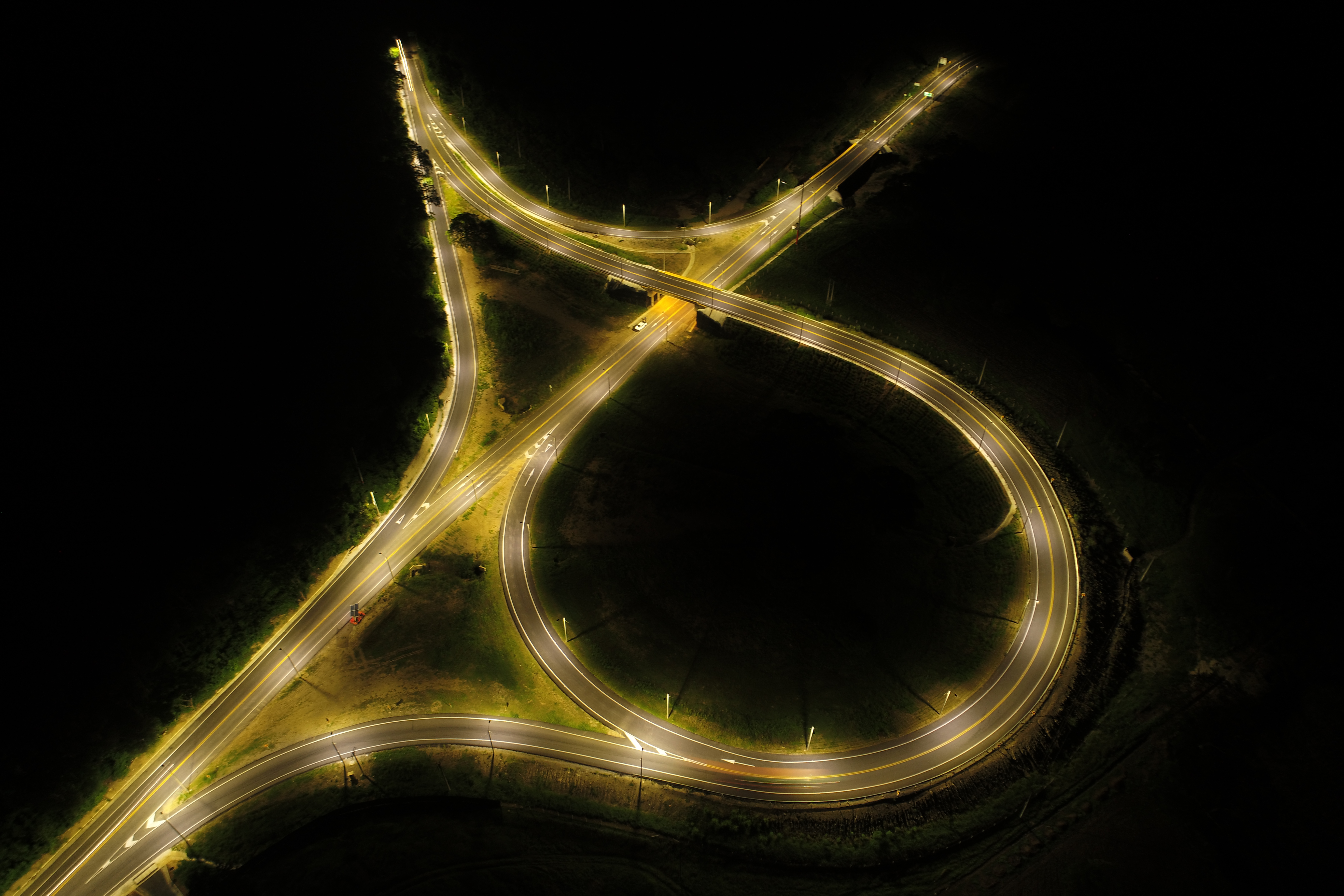
عقدة طرقية في الليل - إسبانيا (15/4/2018).
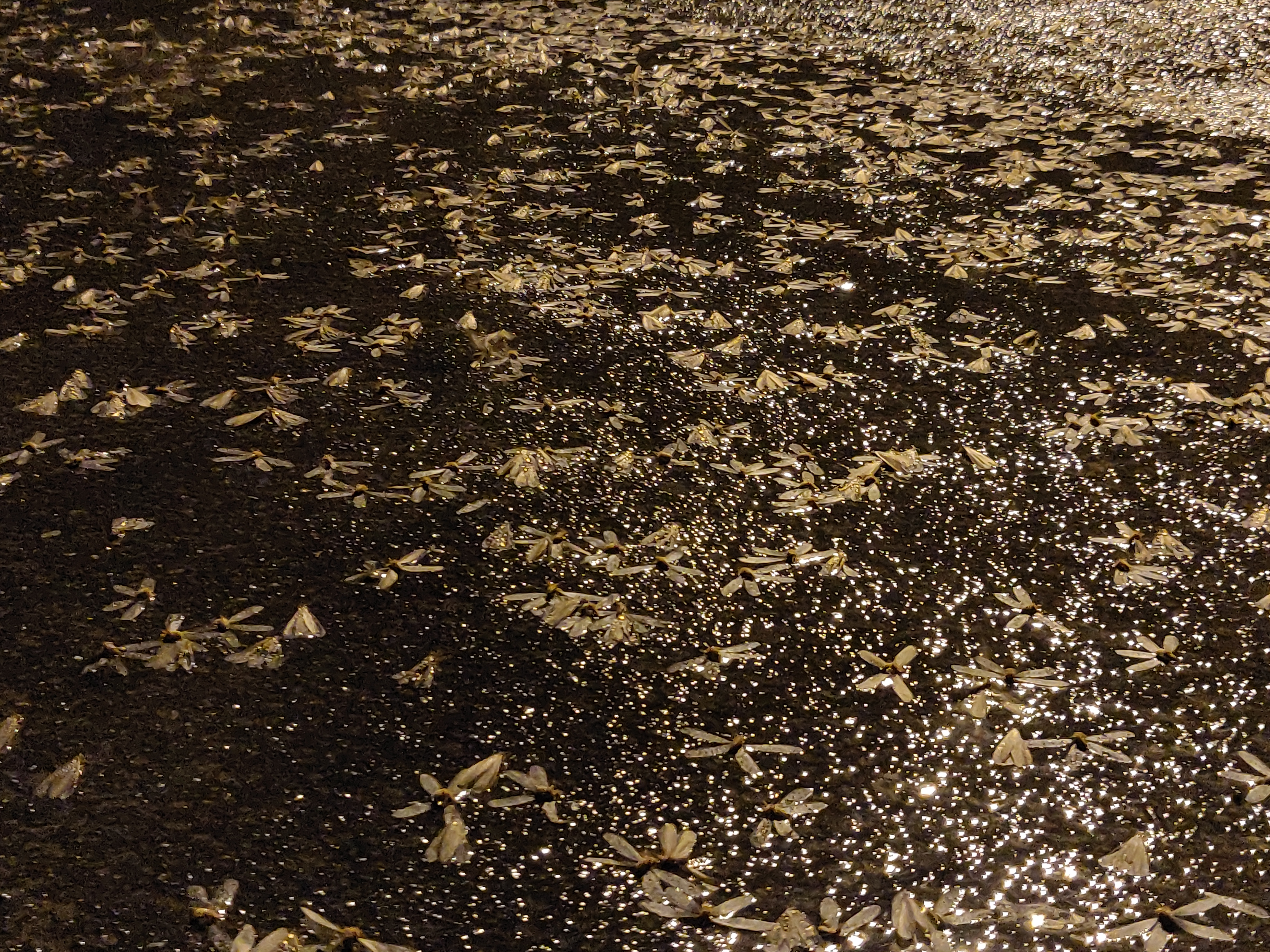
النمل الأبيض المجنح يحتشد خلال الأمطار الموسمية في تلال أنامالاي، غاتس الغربية، الهند، ينجذب إلى ضوء الشارع ويقتل على طول الطريق (21/10/2020).
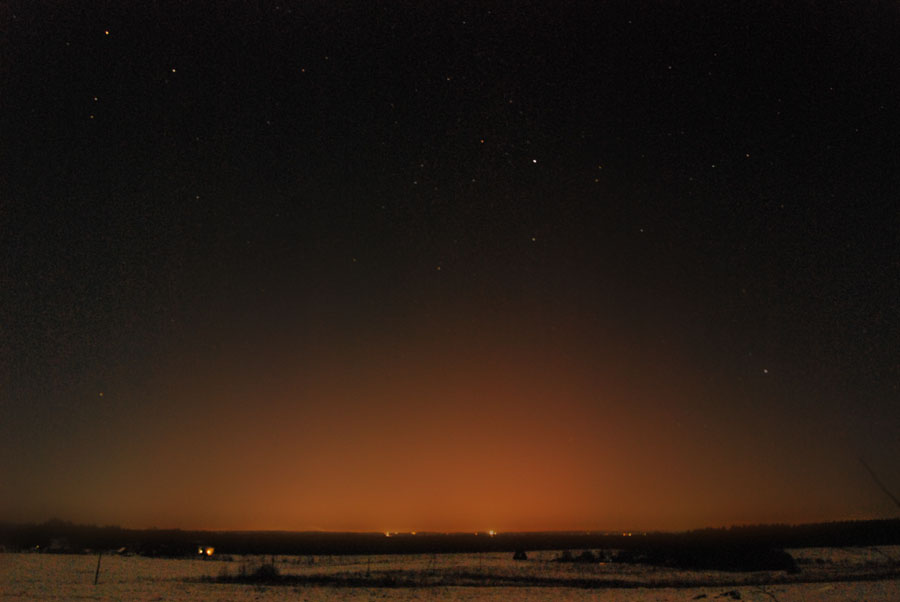
حجاب فيلنيوس (ليتوانيا) المضيء يمكن رؤيته على بعد حوالي 30 كم من المدينة (3/2/2017).